# Tailfingen
Tailfingen ist der zweitgrößte Stadtteil von Albstadt im Zollernalbkreis in Baden-Württemberg auf der Schwäbischen Alb.

## Geographie

### Geographische Lage
Tailfingen liegt auf der Schwäbischen Alb, ursprünglich im „Talgang“ genannten schmalen Tal der Schmiecha, eines linken Nebenflusses der Donau. Inzwischen ist der Ortsteil bis auf die Hochflächen der Schwäbischen Alb gewachsen. Nördlich angrenzender Stadtteil ist Onstmettingen, im Süden liegt Truchtelfingen, westlich Pfeffingen.

### Tailfinger Berge

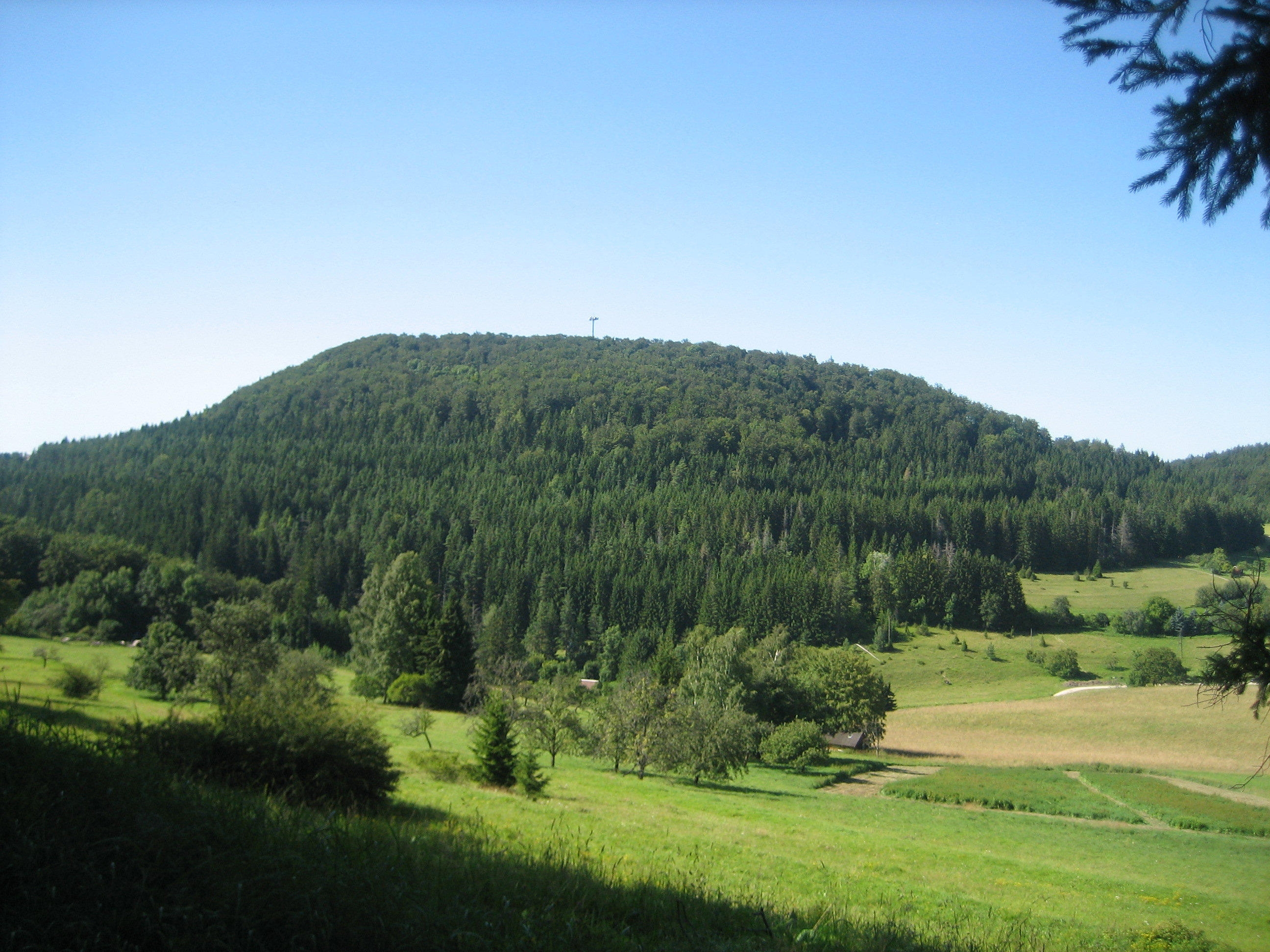
Hochberg
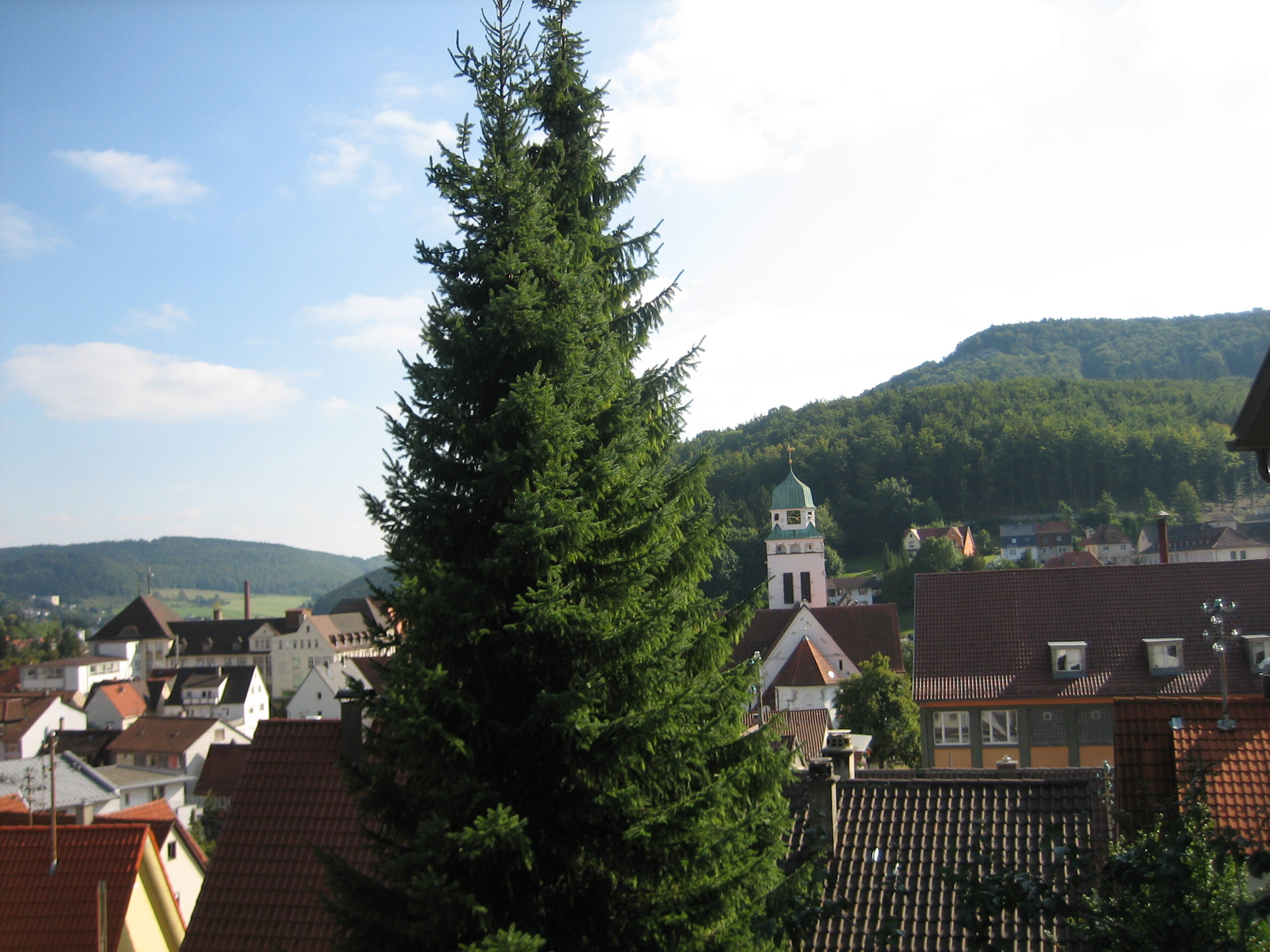
Braunhardsberg
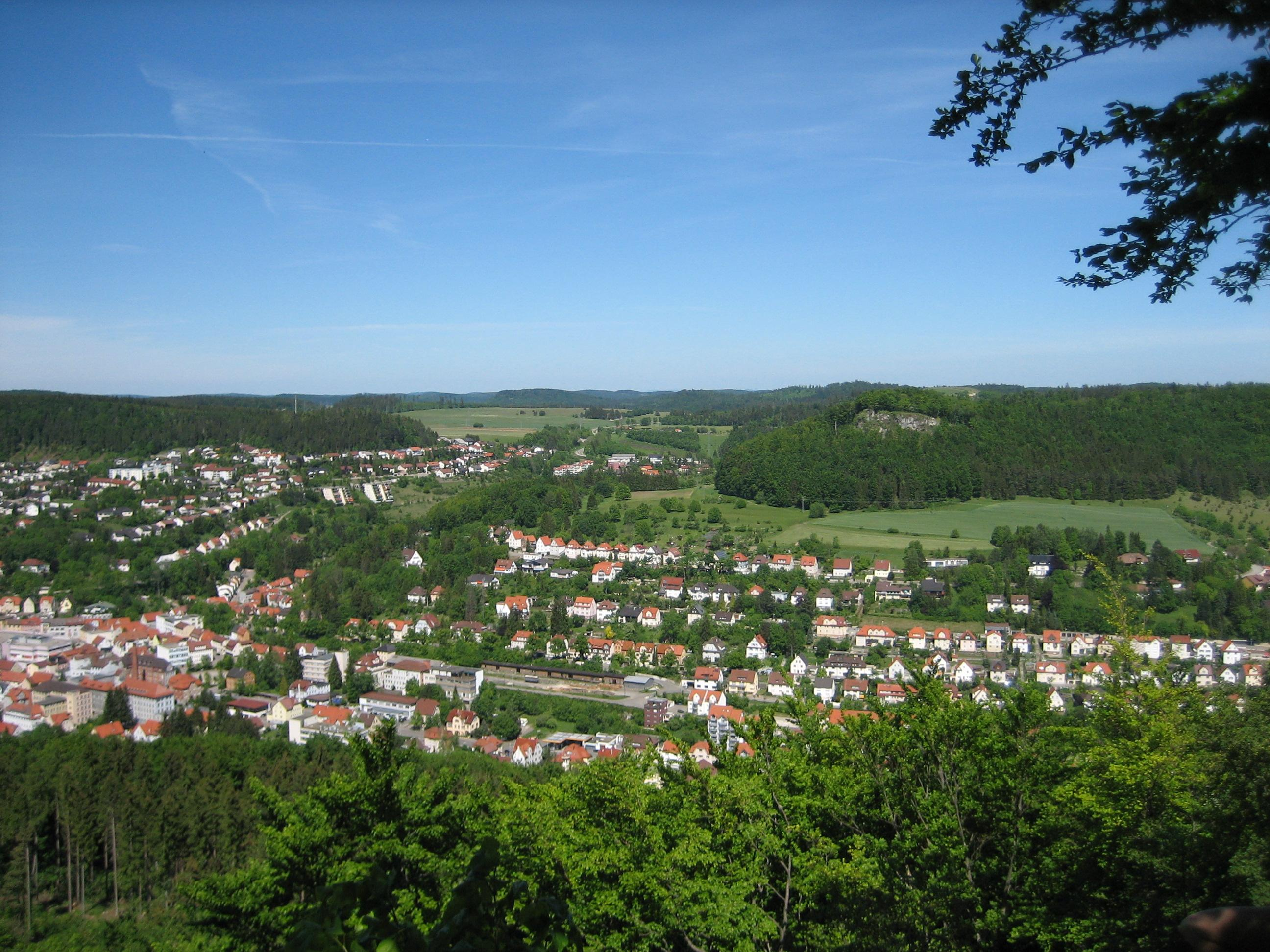
Schlossberg

Tailfingen wird von drei großen Bergen umrahmt. Der höchste mit 975 m ist der Hochberg, auch Burg genannt. Er steht im Norden des Ortes. Östlich schließt sich mit 937 m der Schlossberg an, auf dem im Mittelalter eine Burg stand. Westlich liegt mit 969 m der Braunhardsberg. Zwischen Hochberg und Schlossberg befindet sich der flache Nank/Lammerberg und anschließend der Staufenbühl, auf dem heute ein Sendemast steht.

## Geschichte
Gegründet wurde Tailfingen durch den sagenumwobenen alemannischen Sippenhäuptling Tagolf irgendwann nach 260, wohl im 5. oder 6. Jahrhundert. In der Erzählung von Carl Metzger: Tagolf. Erzählung aus Tailfingens Vorzeit wurde diesem Sippenhäuptling ein literarisches Denkmal gesetzt. Bekannter allerdings ist der Roman des damaligen Stadtarchivars Peter Thaddäus Lang aus dem Jahr 1994.
Im Jahre 793 wurde Tailfingen erstmals in einer St. Gallener Urkunde als Dagolfinga erwähnt. 1113 wurde Tailfingen („Tagolfingen“) gemeinsam mit Ebingen in einer Schenkung Walchos von Waldeck an das Kloster St. Blasien erwähnt. 1403 kam der Ort von der Herrschaft Schalksburg an das Herzogtum Württemberg, als Graf Friedrich V. von Zollern-Schalksburg, genannt Mülli, die Schalksburg zusammen mit Tailfingen an Württemberg verkaufte, und wurde dem Amt in Balingen zugeordnet. Auf dem Schlossberg bei Tailfingen befinden sich noch geringe Reste der Burg Tailfingen (im Volksmund „Schloss“ genannt) aus dem 11. bis 12. Jahrhundert und 3000 Meter nordöstlich von Tailfingen ebenfalls geringe Reste der Weilerburg.
1534 wurde im Herzogtum Württemberg die Reformation eingeführt; seither ist Tailfingen evangelisch. Die Reformation in Tailfingen erfolgte unter Ambrosius Blarer. Eine Tailfinger Kirche wurde bereits 1275 erwähnt. 1462 taucht sie als Kirche St. Petrus auf. Ihre Anfänge dürften jedoch bereits auf das 8. oder 9. Jahrhundert zurückgehen. Die heutige evangelische Peterskirche wurde aber erst 1777 erbaut. Der Turm der Peterskirche war ursprünglich ein Wehrturm und ist wesentlich älter, nämlich rund 1000 Jahre. Er gehört damit zu den ältesten Baudenkmälern des Landkreises. Eine weitere Kirche, die Pauluskirche, wurde 1907 erbaut. 1953 folgte noch die Erlöserkirche. Im Wohngebiet Stiegel wurde 1965 ein Gemeindehaus erbaut. Auch gibt es die evangelisch-methodistische Johanneskirche aus dem Jahr 1924 (neu erbaut 1964), eine evangelisch-methodistische Gemeinde existiert in Tailfingen bereits 1874. Bedingt durch die Industrialisierung begann in dieser Zeit der Zuzug von katholischen Arbeitskräften zunächst vor allem aus dem Hohenzollerischen, später aus Oberschwaben. Deshalb wurde 1903 eine (sehr kleine) katholische Kirche erbaut (St. Bonifatius), diese 1935 abgebrochen, nachdem 1934 die wesentlich größere Kirche St. Elisabeth errichtet worden war. Der enorme Zuzug von (meist katholischen) Heimatvertriebenen nach dem Zweiten Weltkrieg machte schließlich 1969 den Bau einer weiteren katholischen Kirche notwendig (St. Franziskus).
Der Dreißigjährige Krieg (1618–1648) hinterließ große Verwüstungen, die Gemeinde konnte sich bis 1660 keinen eigenen Pfarrer mehr leisten und ging ins benachbarte Truchtelfingen in die Kirche.
Im Jahre 1744 hatte der Ort 512 Einwohner und konnte sich bis 1820 (1449 Einwohner) stark vergrößern. Aufgrund des kargen Bodens bot die Landwirtschaft nicht mehr genug Einkommen und die Strumpfwirkerei wurde zum handwerklichen Nebenerwerb. Aus diesem bildete sich auch der Grundstock für die Industrialisierung. Zu Zeiten des Königreichs Württemberg begann somit der Aufstieg von Tailfingen zu einem Zentrum der Trikotindustrie.
1806 verblieb das altwürttembergische Tailfingen beim neugebildeten Königreich Württemberg.
1853 wurden die ersten Rundwirkmaschinen für Auftragsarbeiten von Ebinger und Hechinger Unternehmen aufgestellt. 1870 begannen sich die Tailfinger selbstständig zu machen und expandierten, sodass im Jahre 1914 1800 Rundstühle im Ort zu finden waren. Somit stieg die Bevölkerungszahl auch explosionsartig an (1871: 2193 Einwohner, 1910: 5412 Einwohner). 1871 war Tailfingen zum Marktflecken erhoben worden. Der Ort entwickelte sich im Laufe der Zeit zu einem der größten Standorte der Textilindustrie in Deutschland.
1901 wurde die Talgangbahn in Betrieb genommen und erhöhte das Transportaufkommen erheblich. Damals fuhr der berühmte „Schellamatheis“, eine Dampflok, die 1956 durch einen Triebwagen ersetzt wurde. Tailfingen verlor immer mehr sein dörfliches Aussehen und wurde am 19. November 1930 zur Stadt erhoben. 1934 wurde unter dem Druck der Nationalsozialisten die Nachbargemeinde Truchtelfingen eingegliedert. Im selben Jahr kam Tailfingen vom Oberamt Balingen zum Kreis bzw. ab 1938 Landkreis Balingen.
Gegen Ende des Zweiten Weltkriegs hatten führende deutsche Atomwissenschaftler unter der Leitung von Otto Hahn in Tailfingen ihren Aufenthaltsort. Am 25. April 1945 wurde Hahn durch ein amerikanisches Kommando gefangen genommen. Nach Ende des Zweiten Weltkriegs, welchen die Stadt unbeschadet überstand, war Tailfingen Teil der französischen Besatzungszone. Die Stadt gehörte seit 1947 zum Land Württemberg-Hohenzollern, welches 1952 im Land Baden-Württemberg aufging.
Infolge des Wirtschaftsaufschwungs in den 1950er Jahren wuchs Tailfingen weiter (1972: 17.278 Einwohner, Truchtelfingen ist dabei mit einbezogen) und erhielt 1971 das Progymnasium Tailfingen. Eine Mittelschule bestand bereits seit 1918. Die städtische Infrastruktur wurde insgesamt ausgebaut. Durch das rasante Bevölkerungswachstum war Tailfingen noch vor der Kreisstadt Balingen die zweitgrößte Stadt des Landkreises Balingen. Im Jahre 1954 gehörte Tailfingen zu den Gründungsmitgliedern des Zweckverbandes Bodensee-Wasserversorgung. Am 1. Januar 1973 wurde Tailfingen im Rahmen der Kreisreform Teil des neuen Zollernalbkreises.
Am 1. Januar 1975 wurde Tailfingen im Rahmen der Gemeindereform ein Teil der neu gegründeten Großen Kreisstadt Albstadt.
Am 3. September 1978 war der Ort Epizentrum eines Erdbebens der Stärke 5,7. Obwohl zahlreiche Gebäude beschädigt wurden und Kosten von vielen Millionen D-Mark entstanden, wurden keine Personen ernsthaft verletzt. Die wenige Kilometer nördlich gelegene Burg Hohenzollern wurde schwer beschädigt.
In den letzten Jahren hatten auch die ansässigen Unternehmen in Tailfingen mit der Strukturkrise in der Textilindustrie zu kämpfen. Deswegen verlegten viele ihre Produktion ins Ausland oder meldeten Konkurs an. 1998 wurde die Talgangbahn stillgelegt, über eine Reaktivierung wird nachgedacht.

## Einwohnerentwicklung
| Jahr / Datum  | Einwohner |
| ------------- | --------- |
| 1603          | 477       |
| 1654          | 239       |
| 1744          | 512       |
| 1807          | 1.199     |
| 1820          | 1.449     |
| 1871          | 2.193     |
| 1875          | 2.316     |
| 1900          | 4.898     |
| 1910          | 5.412     |
| 16. Juni 1925 | 6.552     |
| 1930          | 7.725     |
| 16. Juni 1933 | 10.013    |

| Jahr / Datum   | Einwohner |
| -------------- | --------- |
| 17. Mai 1939   | 10.991    |
| 1946           | 10.202    |
| 13. Sept. 1950 | 12.696    |
| 1954           | 14.073    |
| 1. Jan. 1956   | 14.680    |
| 25. Sept. 1956 | 14.489    |
| 1959           | 15.185    |
| 6. Juni 1961   | 15.459    |
| 31. Dez. 1965  | 16.223    |
| 27. Mai 1970   | 17.278    |
| 31. Dez. 1970  | 17.161    |
| 1971           | 17.340    |

| Datum         | Einwohner |
| ------------- | --------- |
| 1. Jan. 1974  | 16.968    |
| 30. Juni 1975 | 13.122    |
| 31. Dez. 1980 | 12.134    |
| 31. Dez. 1985 | 11.571    |
| 31. Dez. 1990 | 12.800    |
| 31. Dez. 1995 | 12.675    |
| 31. Dez. 2000 | 12.127    |
| 31. Dez. 2005 | 11.989    |
| 31. Dez. 2010 | 11.388    |
| 31. Dez. 2015 | 11.172    |
| 31. Dez. 2020 | 11.438    |

Von 1939 bis 1974 ist Truchtelfingen mit einbezogen.

## Politik

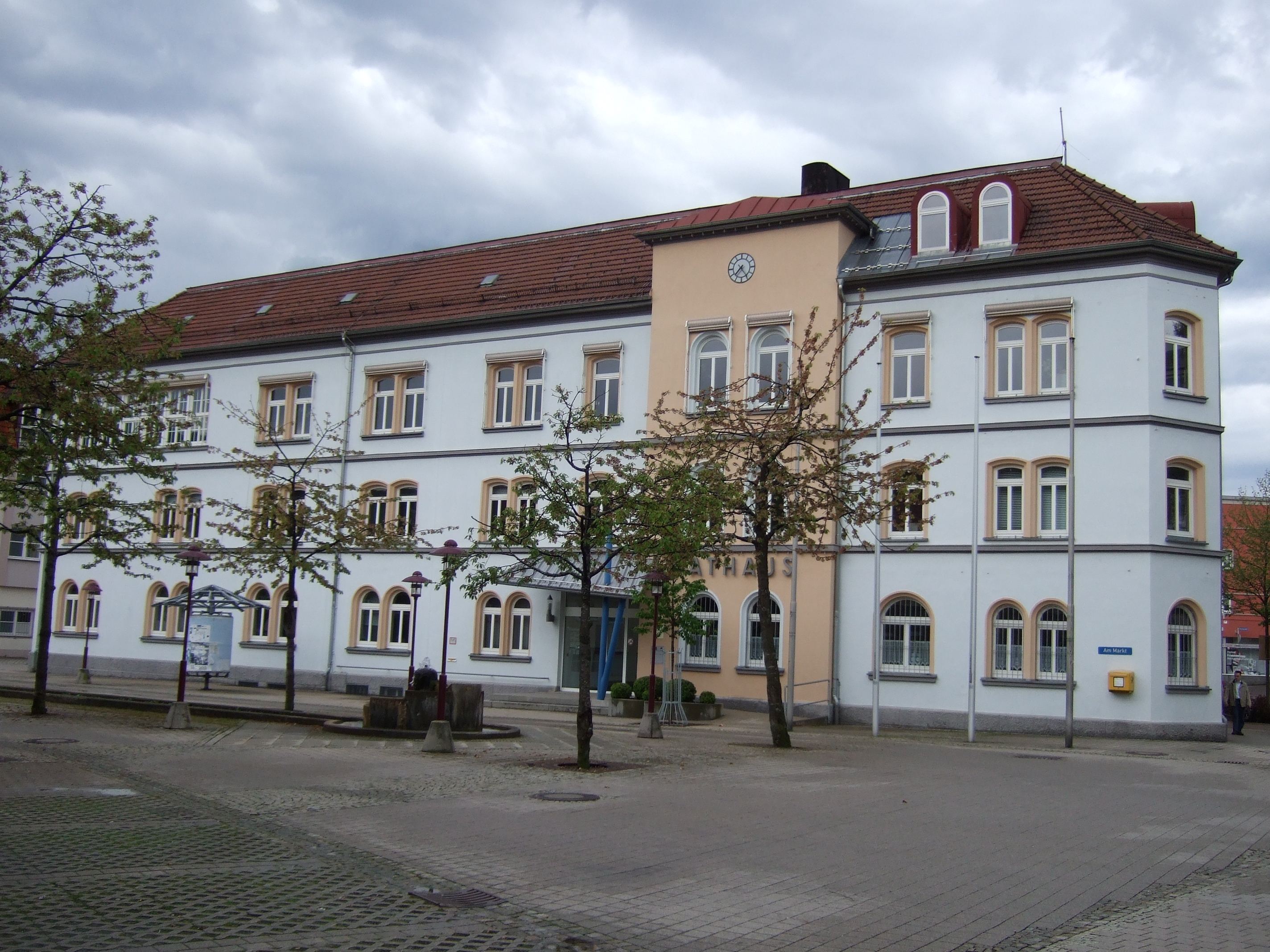
Rathaus von Tailfingen

### Wappen
Blasonierung: In von Blau und Silber gespaltenem Schild unter einer liegenden fünfendigen Hirschstange in verwechselten Farben vorne eine pfahlweise gestellte silberne Spule, hinten ein aufgerichteter schwarzer Bär mit silbernem Halsband.

Erklärung: Die Spule verweist auf die ortsansässige Textilindustrie, dem der Ort seine Bedeutung verdankt. Tailfingen gehörte ursprünglich den Zollern, ab 1403 zu Württemberg. Der schwarze Bär erinnert an die Abtei St. Gallen, zu der Truchtelfingen gehörte. Als Tailfingen zur Stadt erhoben wurde, wurde Truchtelfingen nach dort eingemeindet. Die Vereinigung der Wappen ist daher als Zugeständnis an die Truchtelfinger bei der Eingemeindung zu werten.

## Kultur und Sehenswürdigkeiten

### Maschenmuseum

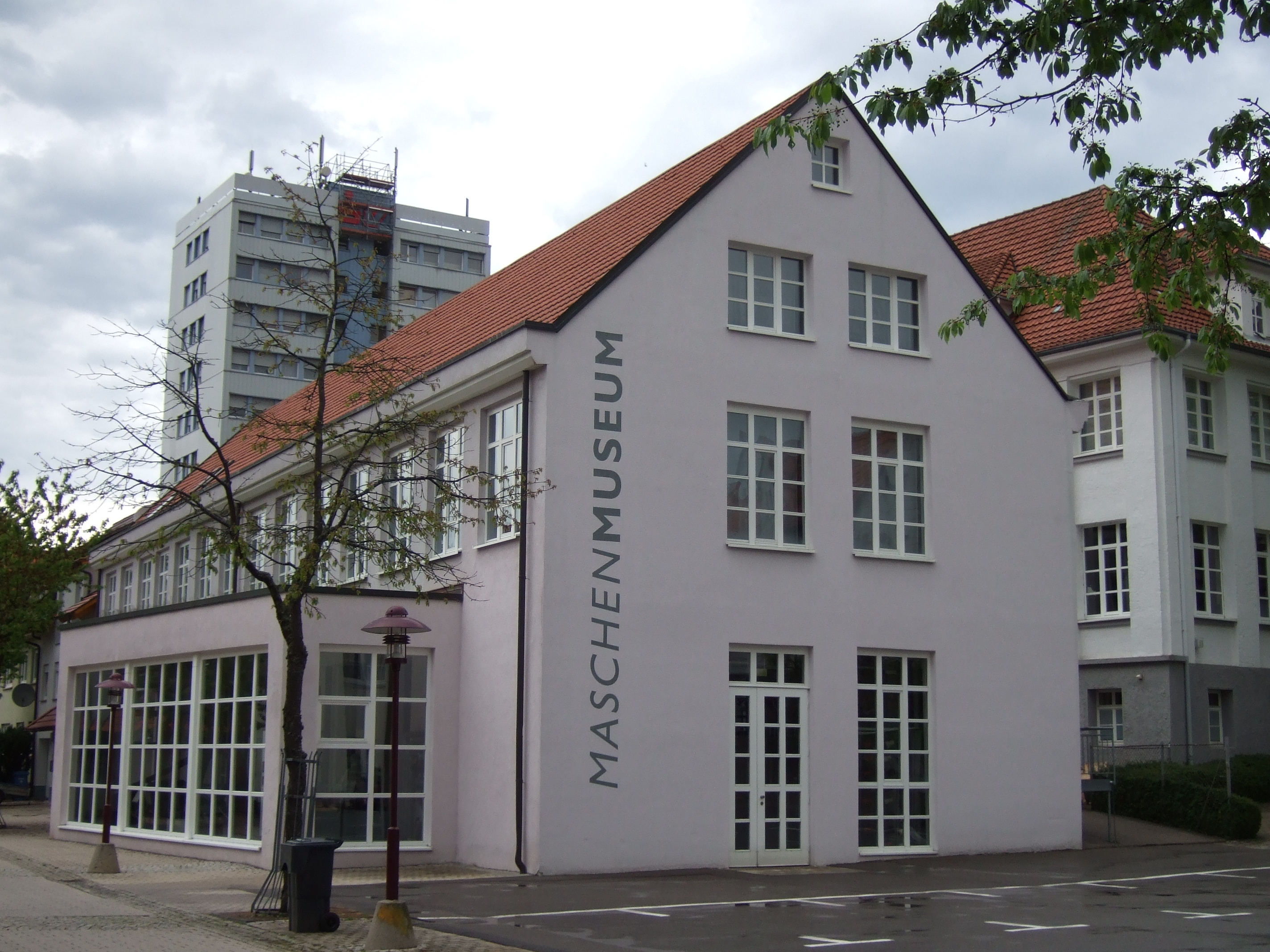
Maschenmuseum Tailfingen

Albstadts größtes Museum ist das Maschenmuseum. Es besteht seit 1996, in ihm wird die Geschichte der regionalen Textilherstellung dargestellt, sowohl mit den Maschinen als auch mit den Produkten.

### Fasnet
Mit dem Einsetzen der Industrialisierung erhöhte sich die Bevölkerung sprungartig, so dass auch Katholiken in Tailfingen Fuß fassten. Sie waren im Königreich Württemberg gleichberechtigte Landeskinder. Es ist deshalb nicht verwunderlich, dass um 1900 Fastnachtstraditionen gepflegt wurden. An Fastnacht vermummen sich seit altersher junge Leute, gehen in die Häuser und erschrecken die Kinder. Allenthalben werden Fastnachtsküchle gebacken. Heute wird die Fasnet von Vereinen organisiert. Tailfingen ist die Heimat schwäbisch alemannischen Fasnetfigur Tagolf, einer Wolfslarve, benannt nach dem sagenumwobenen alemannischen Sippenhäuptling und Ortsgründer Tagolf.

#### Evangelische Frömmigkeit
Im Tailfingen bestehen bereits seit 1871 sechs Lesezirkel, Gruppen und Frömmigkeitsformen, die nicht mehr die Unterordnung unter eine gepredigte Lehre, sondern die persönliche Beziehung der Christen mit Jesus Christus betonen. Hierzu zählen der Basler Missionsverein, die Häuser Conzelmann, Maier, Maute, Gonser, sowie die Vorlieben für Oetingersche und Hahnsche Predigten und deutscher Tempel. Kriegsbedingt unterbrach 1871 der Jünglingsverein in Tailfingen sein Wirken.
Als herausragendes Merkmal im religiösen Bereich sieht der Ortsgeistliche Adolf Kieser 1871 die besondere Rolle des Pietismus, der in Tailfingen zu jener Zeit offensichtlich weitaus mehr Anhänger hatte als in jeder anderen Gemeinde des ganzen Oberamts.

##### Festivals
Die Zeltkirche ist ein Angebot der Württembergischen Landeskirche Gut Trauf ist der Eigenname des Lerchenfeld-Festivals mit einem Großzelt auf Langenwand mit Youth Festival. Veranstalter sind die Kirchengemeinden Tailfingen, Onstmettingen, Truchtelfingen und Pfeffingen als Mitmachfest, Präsentation von Vereinen, Rettungsorganisationen, Musik, Spiel, Sport geführten Spaziergängen, Wanderungen und Radtouren.

###### CVJM
Der überkonfessionelle Jünglingsverein ist heute für alle offen und verfügt über ein eigenes Haus mit Sportgelände. Er ist heute eingebettet in eine Gliederung des Evangelischen Jugendwerks  evangelischen Bekenntnisses. Sport hat eine wesentliche Bedeutung, da gemeinsames Bewegen zum ganzheitlichen Grundkonzept (also Körper, Seele und Geist) der CVJM-Arbeit gehört.

###### Posaunenchor TOP
Der Posaunenchor wurde 1898 gegründet und wirkt seit 1977 in Onstmettingen, seit 2002 in Pfeffingen. Höhepunkt der Bläserarbeit ist der im zweijährigen Rhythmus stattfindende Landesposaunentag in Ulm.

### Bauwerke

#### Kirchen

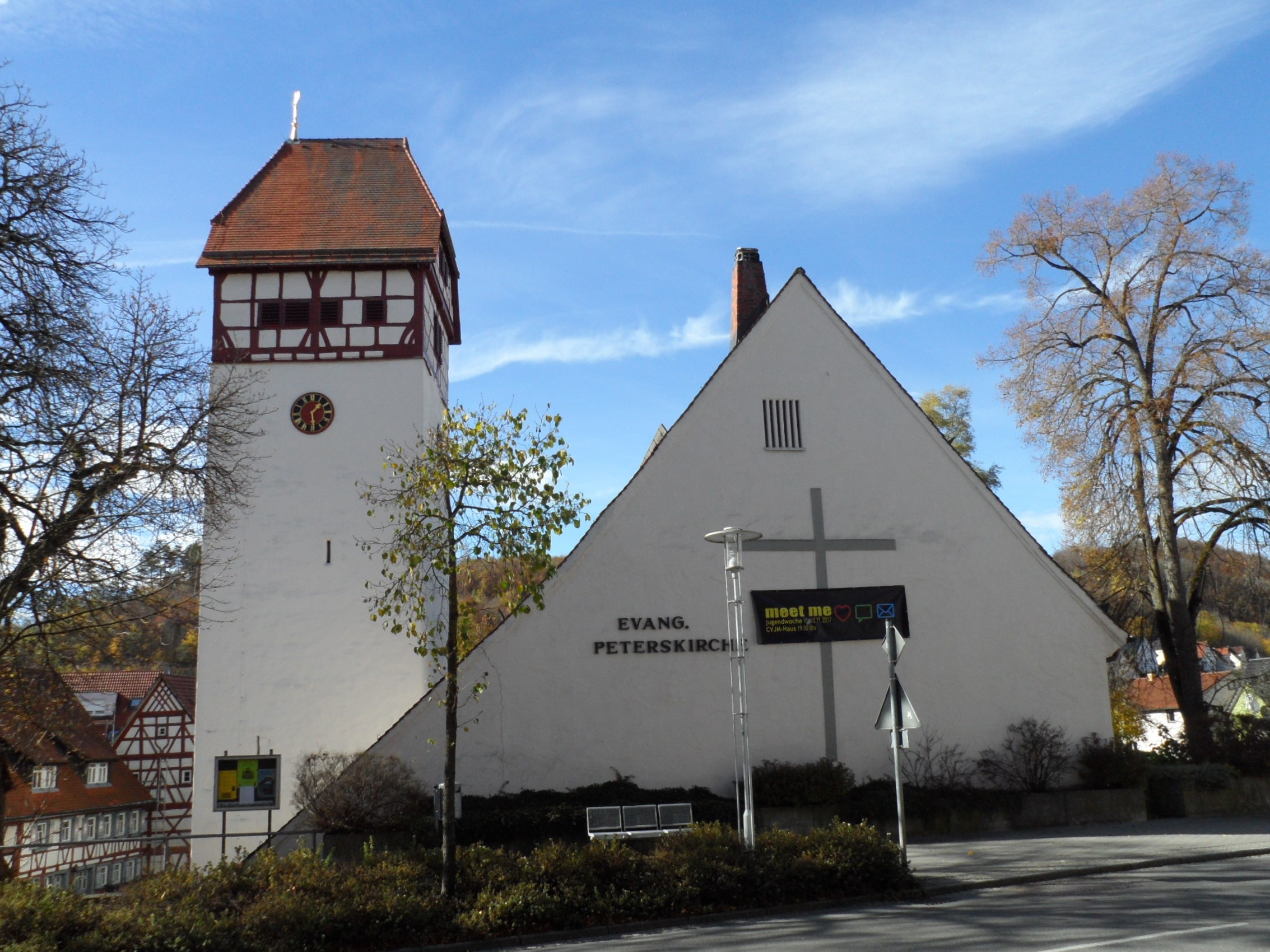
Evang. Peterskirche von 1777 mit dem separat stehenden Turm
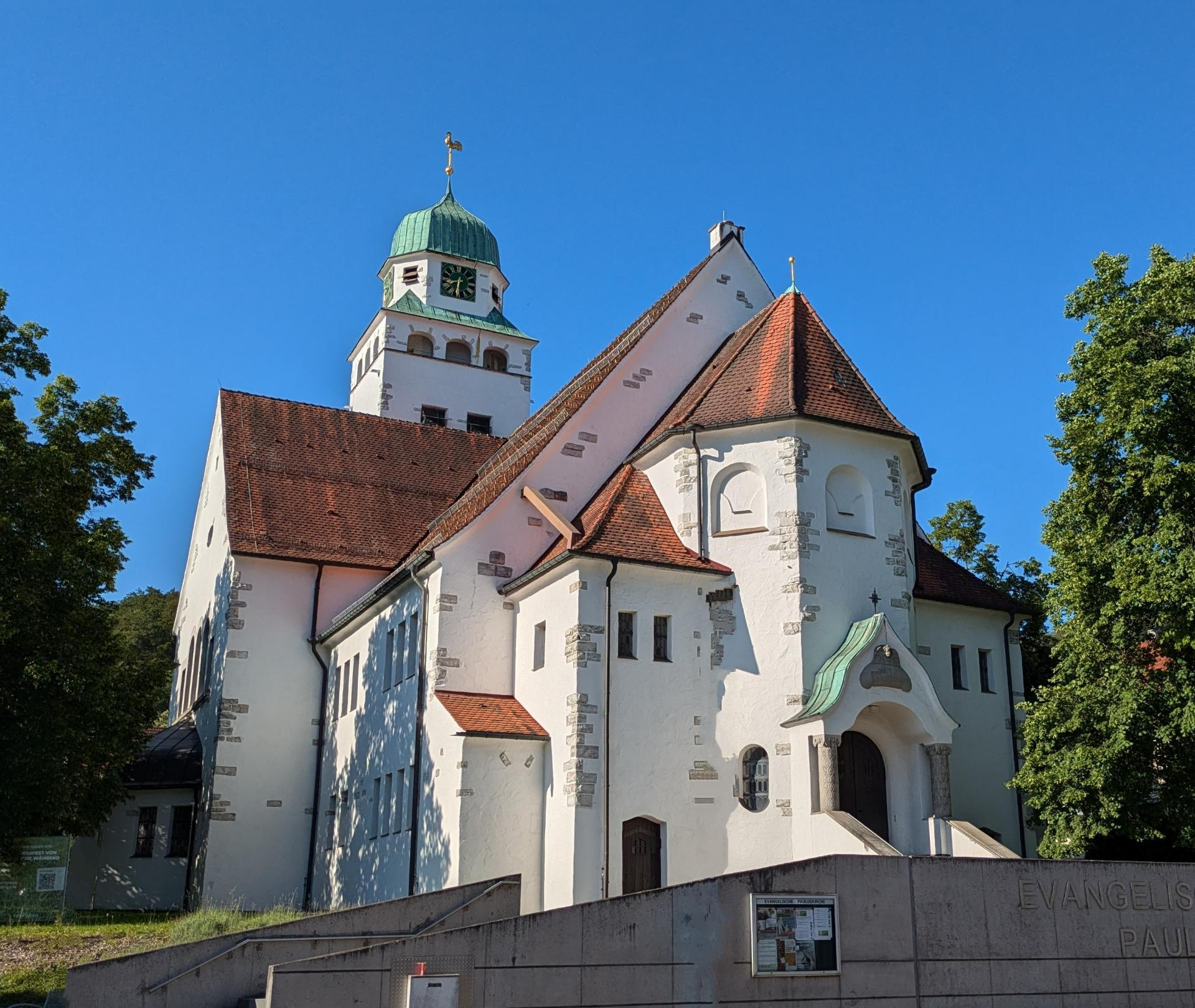
Evang. Pauluskirche von 1907
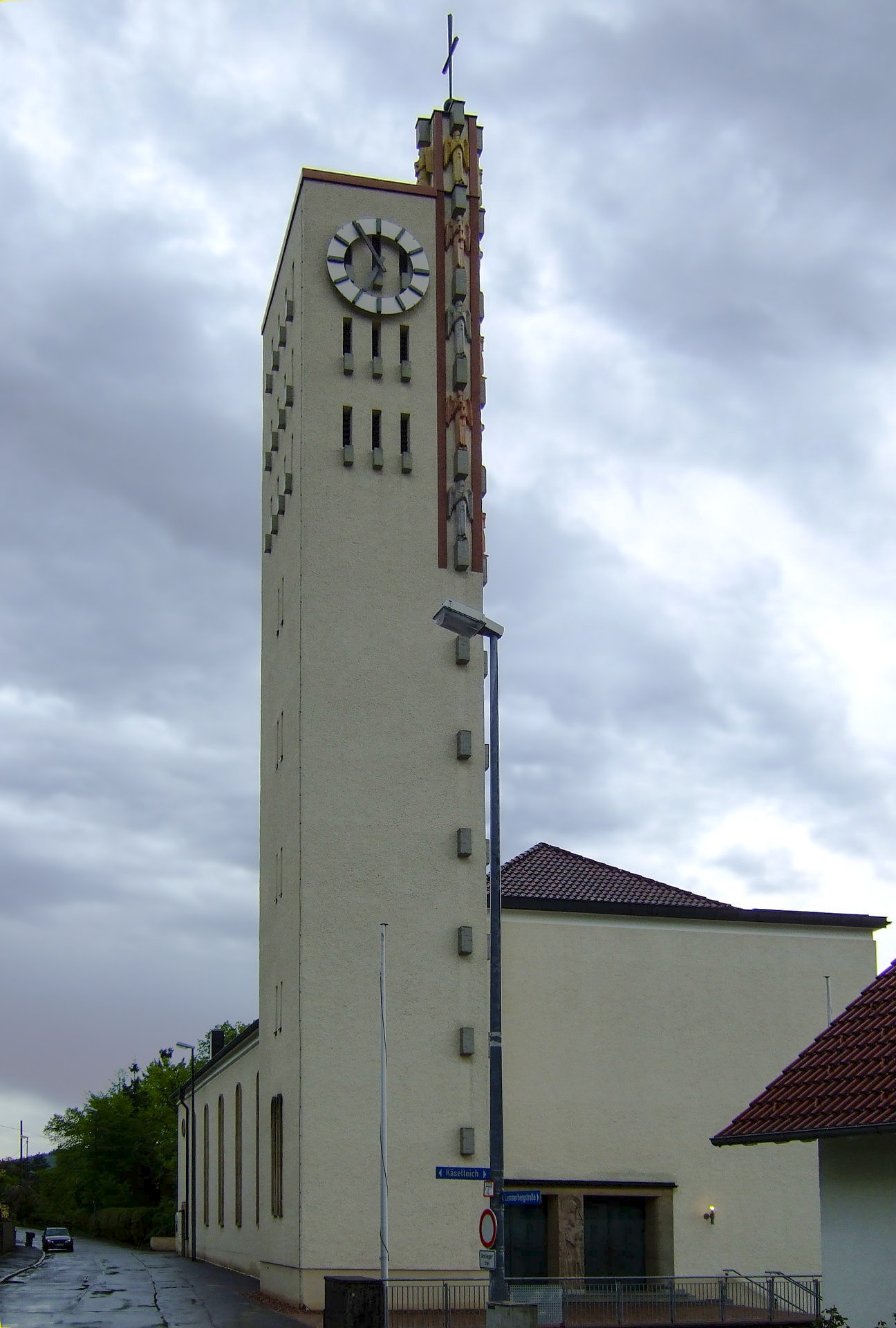
Kath. St.-Elisabeth-Kirche
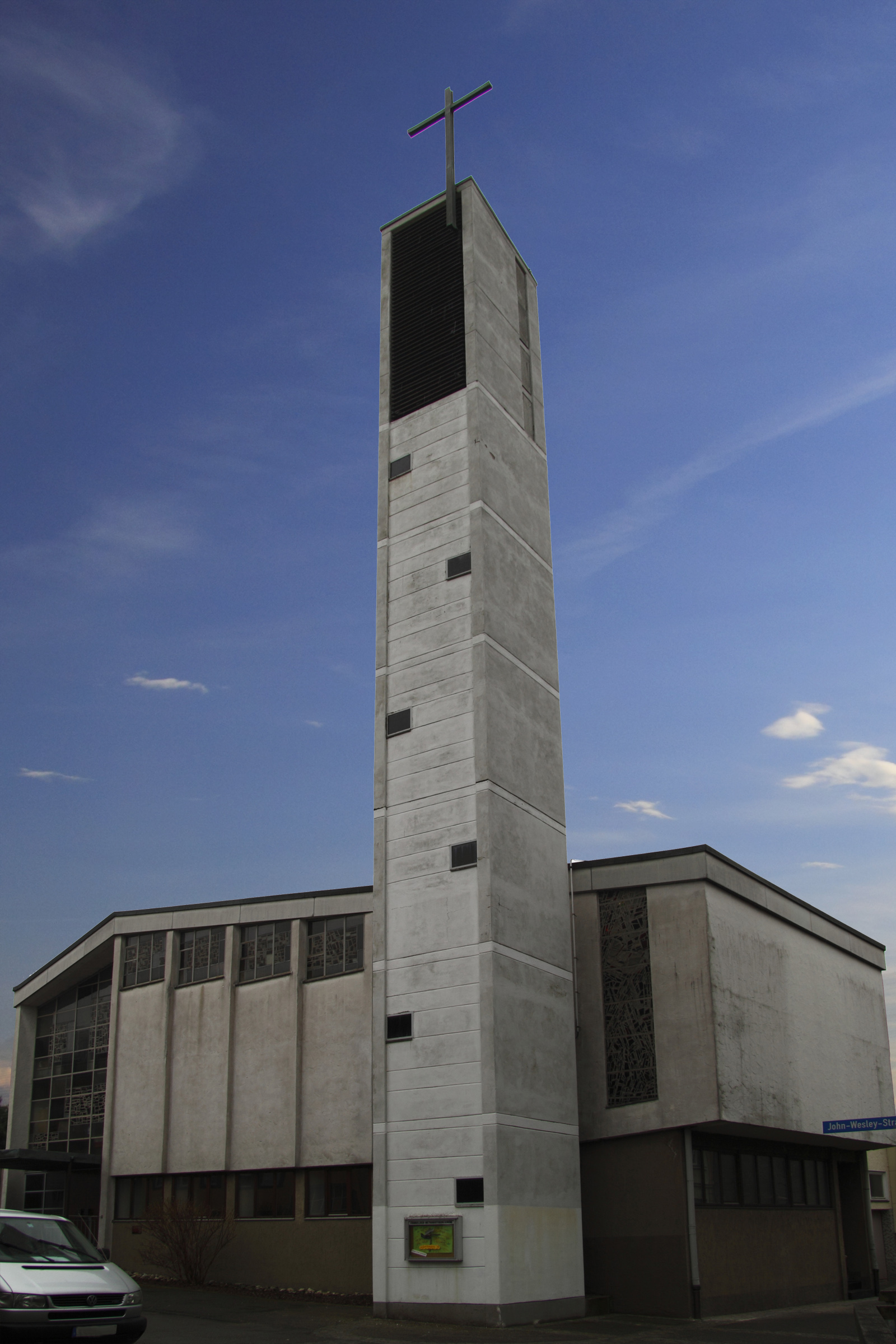
ehem. evang.-methodistische Johanneskirche

- Der markante Turm der evangelischen Peterskirche besteht seit rund tausend Jahren und ist damit das älteste Gebäude Tailfingens. Wie man im Innern des Turms erkennen kann, handelt es sich ursprünglich um einen Wehrturm. Dort ist nämlich zu sehen, dass sich mehrere Meter über der Erdoberfläche ein Zugang befand, der nur über eine Leiter erreicht werden konnte. Dieser Turm ist mit dem eigentlichen Kirchengebäude nicht direkt verbunden. Eine Renovierung der ursprünglich von Orgelbau Friedrich Weigle gebauten Orgel ist geplant.[23]
- Da dieses räumlich recht beschränkte Gotteshaus für die sich während der Industrialisierung explosionsartig vermehrende Bevölkerung bald nicht mehr ausreichte, entstand 1907 nach Entwürfen von Richard Böklen[24] und Carl Feil am gegenüber liegenden Ende des alten Ortskerns die wesentlich geräumigere Pauluskirche, die starke Anklänge an den Jugendstil aufweist.
- 1933/34 wurde durch Hans Lütkemeier und Martin Schilling[25] die katholische St. Elisabeth-Kirche gebaut, ein äußerst schlicht gehaltenes und dem Bauhaus-Stil verpflichtetes Gotteshaus, dessen einzige Schmuckelemente die Engel am Turm und die Glasfenster im Chor (gestaltet von Kirchenmaler August Blepp) sind.
- 1952/53 wurde auf Langenwand die Erlöserkirche als dritte evangelische Kirche in Tailfingen gebaut. Das Gebäude wurde 2023 an die Stadt Albstadt veräußert und wird noch bis Ende 2024 von der evangelischen Kirchengemeinde genutzt.[26]
- 1965 wurde auf der Stiegel ein evangelisches Gemeindehaus gebaut, in dem auch Gottesdienste gefeiert werden. 2025 wurde das Gebäude umgebaut.[27]
- 1969 wurde weiterhin auf Langenwand die katholische Franziskuskirche eingeweiht.
- Die ehemalige evangelisch-methodistische Johanneskirche ist an die Freie Christliche Gemeinde Zollernalb vermietet.[28] Die Methodisten feiern ihre Gottesdienste in Meßstetten und Ebingen.
- Die Neuapostolische Kirche wurde zum Kompetenzzentrum ausgebaut und hat überregionale Bedeutung.[29][30]
- Die orthodoxe Kirche russischer Tradition ist im Untergeschoss vom Wohnhaus des Priesters in der Schloßstraße untergebracht.[31]
- Die Tübinger Offensive Stadtmission ist in der Luisenstraße unter den Eigennamen TOS Zentrum Schwäbische Alb untergebracht.[32]
- Auf dem Friedhof befindet sich das denkmalgeschützte Grabmal J. Hakenmüller.

#### Tailfinger Naturbad

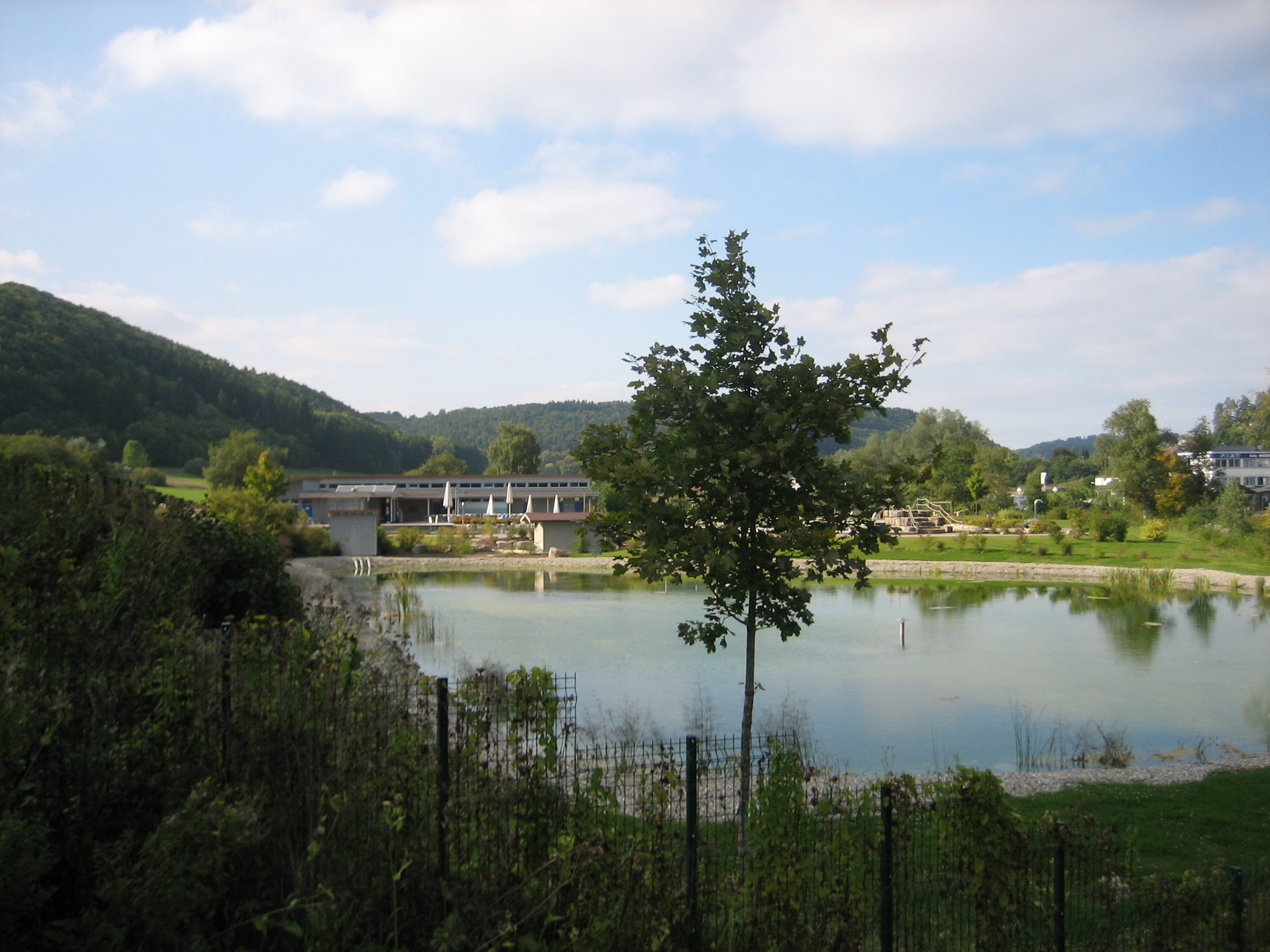
Tailfinger Naturbad außerhalb der Saison. Im Vordergrund: der Regenerationsteich
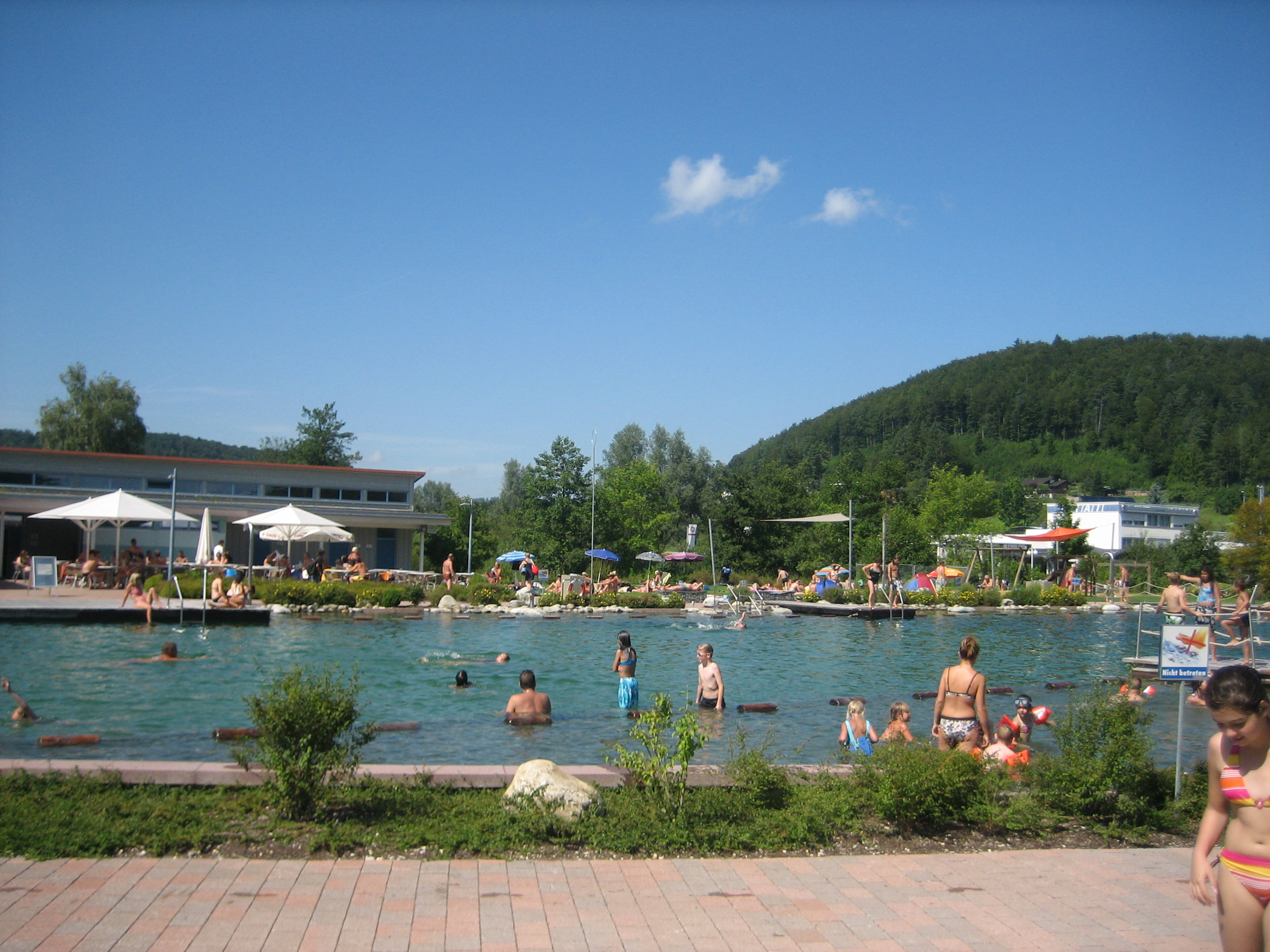
Tailfinger Naturbad während der Saison
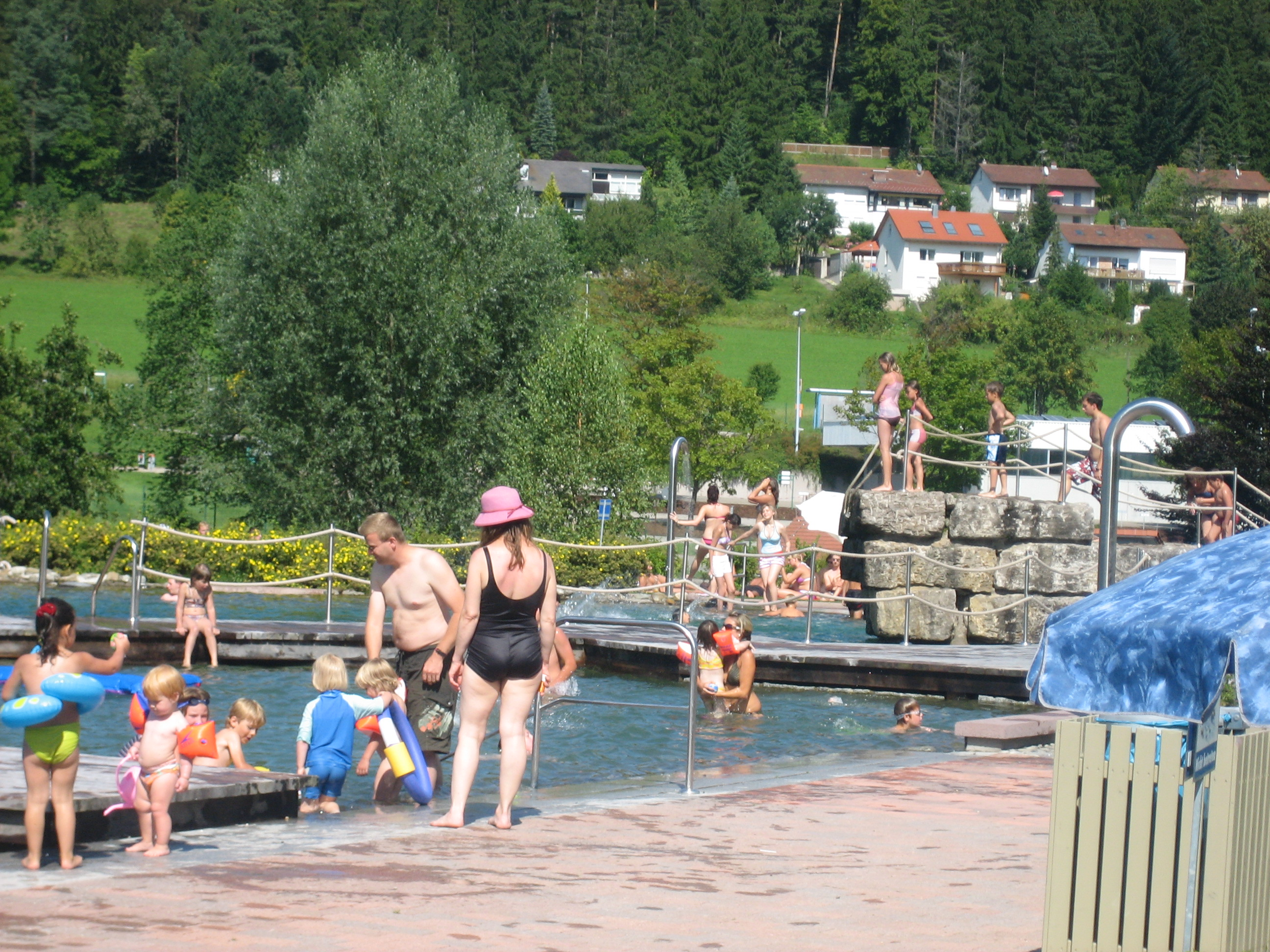
Tailfinger Naturbad, die Becken mit Sprungfelsen
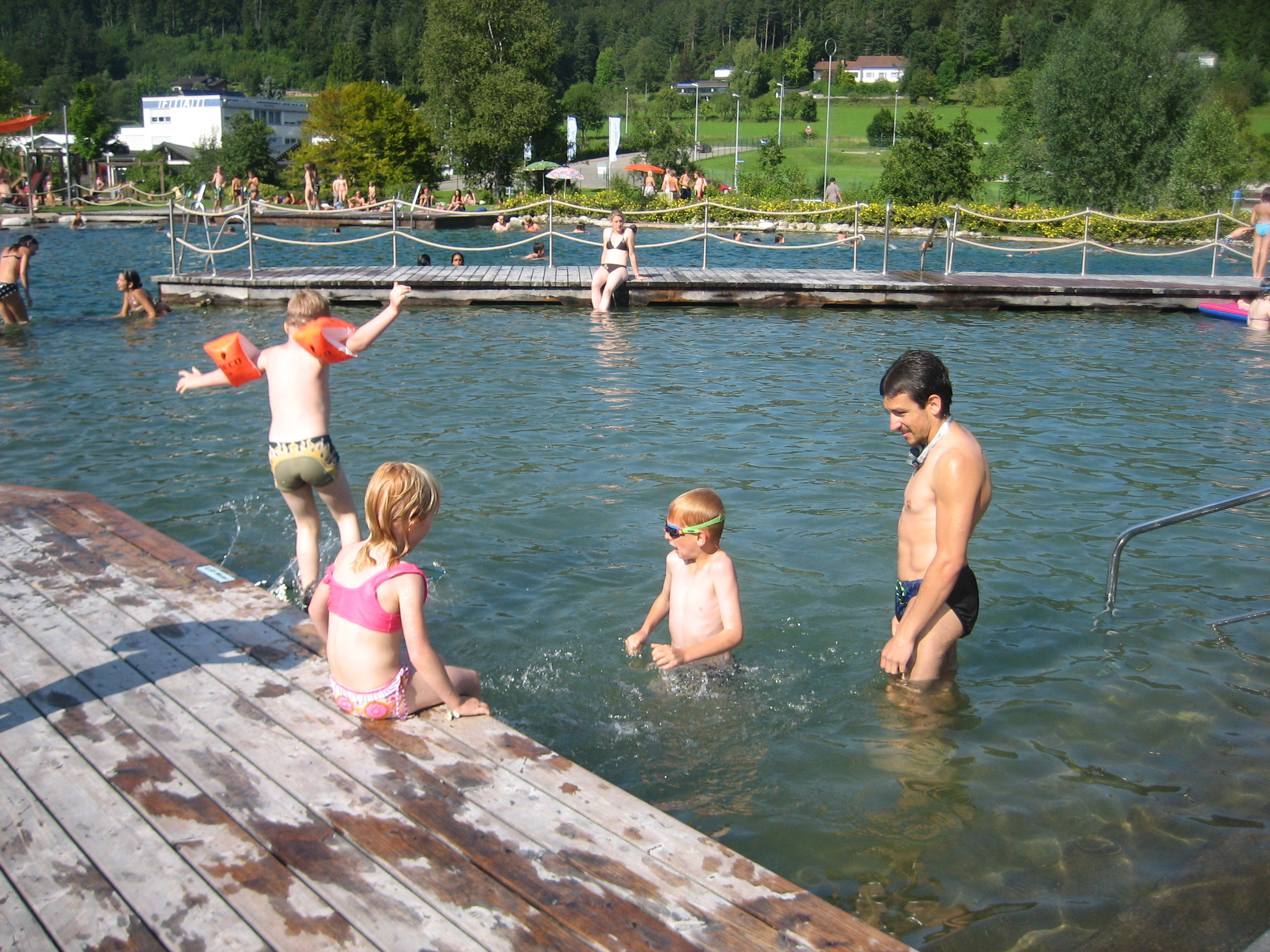
Tailfinger Naturbad, die Becken mit dem Steg

Das Tailfinger Naturbad entstand durch Umwandlung des ehemaligen Tailfinger Freibades. Im November 1932 hatte der Gemeinderat von Tailfingen den Bau eines Freischwimmbades in den Oberen Wiesen, Richtung Onstmettingen, beschlossen. Am 6. August 1933 war die Einweihung.
Nachdem das alte Freibad im Lauf der Jahre immer mehr zerfiel, wurde es in ein Naturbad umgewandelt. Die Einweihung erfolgte 2002. Das neue Schwimmbad hat eine Wasserfläche von 1800 m². Die maximale Tiefe im Bereich des Sprungfelsens beträgt 4,10 Meter. Die Wasserqualität des Naturbades ist sehr gut, das Wasser ist sauber und klar und steht der eines herkömmlichen Schwimmbades mit Chlorwasser in nichts nach. Im Gegenteil: das Wasser ist durch den gänzlichen Verzicht auf Chemikalien insbesondere für Kleinkinder und ältere Menschen sehr gut verträglich. Das Wasser wird biologisch gereinigt. Dazu wurde parallel ein separater Regenerationsteich angelegt. Hier erfolgt ein ständiger Austausch mit dem Badewasser. Auf diese Weise wird sauberes und weiches Wasser erzeugt. Der Selbstreinigungsprozess ist naturähnlich aufgebaut. Auch die Freizeitanlage ist sehr schonend und naturverbunden angelegt. Es wurden nur einheimische Steine, Holz und Kies verwendet. Das Naturbad ist bewirtschaftet.

#### Profanbauten

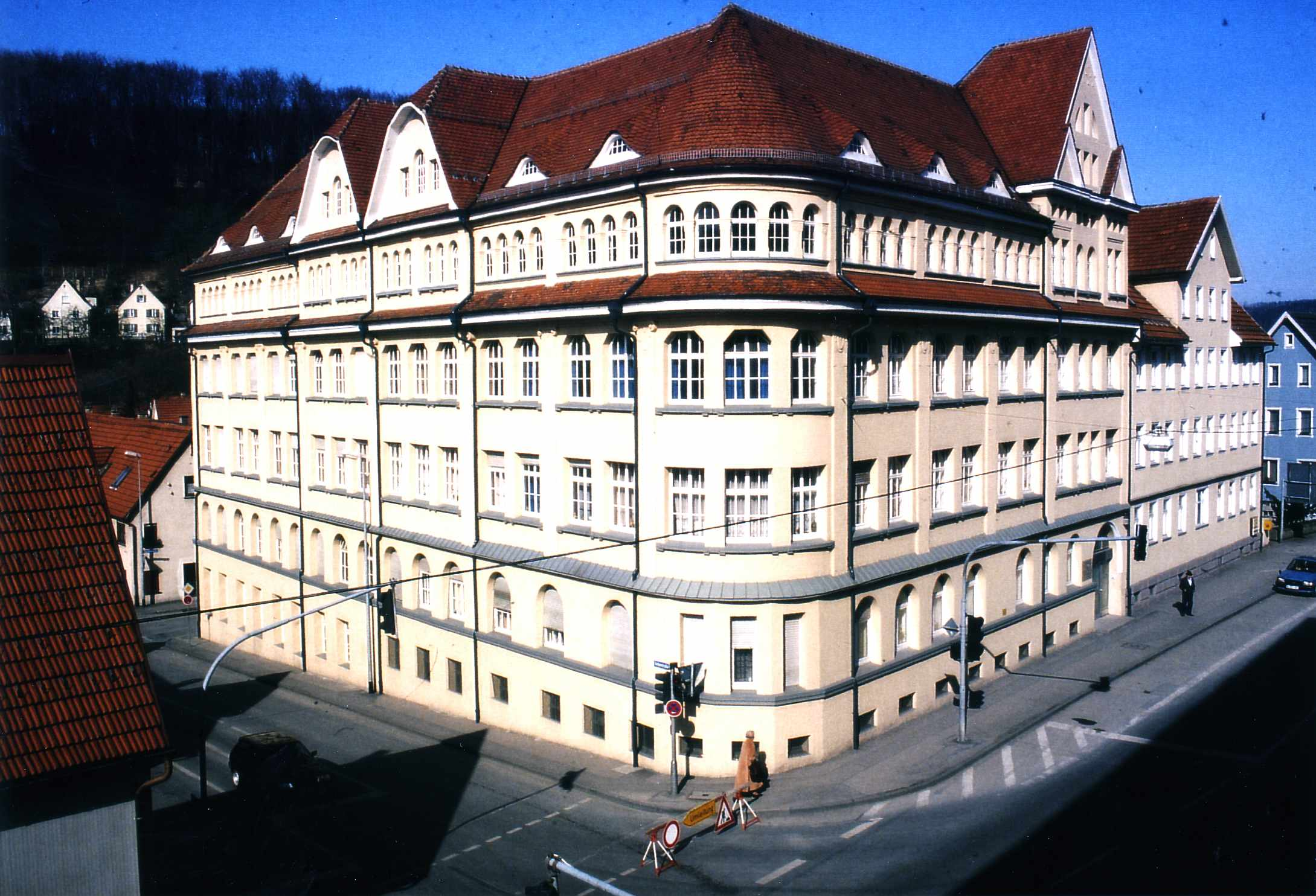
Firma Balth. Blickle’s Witwe

Es gibt in Tailfingen eine größere Anzahl Jugendstil-Fabrikbauten, was zurückzuführen ist auf den vergleichsweise späten Beginn der Industrialisierung in Tailfingen. Zu nennen wären: Conzelmann zur Rose, Balth. Blickle’s Wwe. (erbaut 1909) und Conrad Maier zum Ochsen. In Tailfingen findet sich auch ein sehr schönes Beispiel für Industrie-Architektur im Bauhaus-Stil, die Trikotfabrik Ludwig Haasis (erbaut 1931).

#### Theater
In Tailfingen gibt es mit dem Thalia-Theater eine Stätte für Kulturveranstaltungen. Pläne für einen Abbruch, wegen nicht erfolgter Renovierung, zugunsten einer Kulturhalle, wurden nach Protesten und Finanzierungsschwierigkeiten gestoppt.
Das Thalia Theater unterliegt dem Bestandsschutz und ist in der vorliegenden Form als Theater genehmigt.
Lokale Akteure versuchen, nachhaltige Nutzungskonzepte für einen Umbau hin zu einem  Vereins- und Kulturhaus zu entwickeln.

### Tailfinger Brünnle

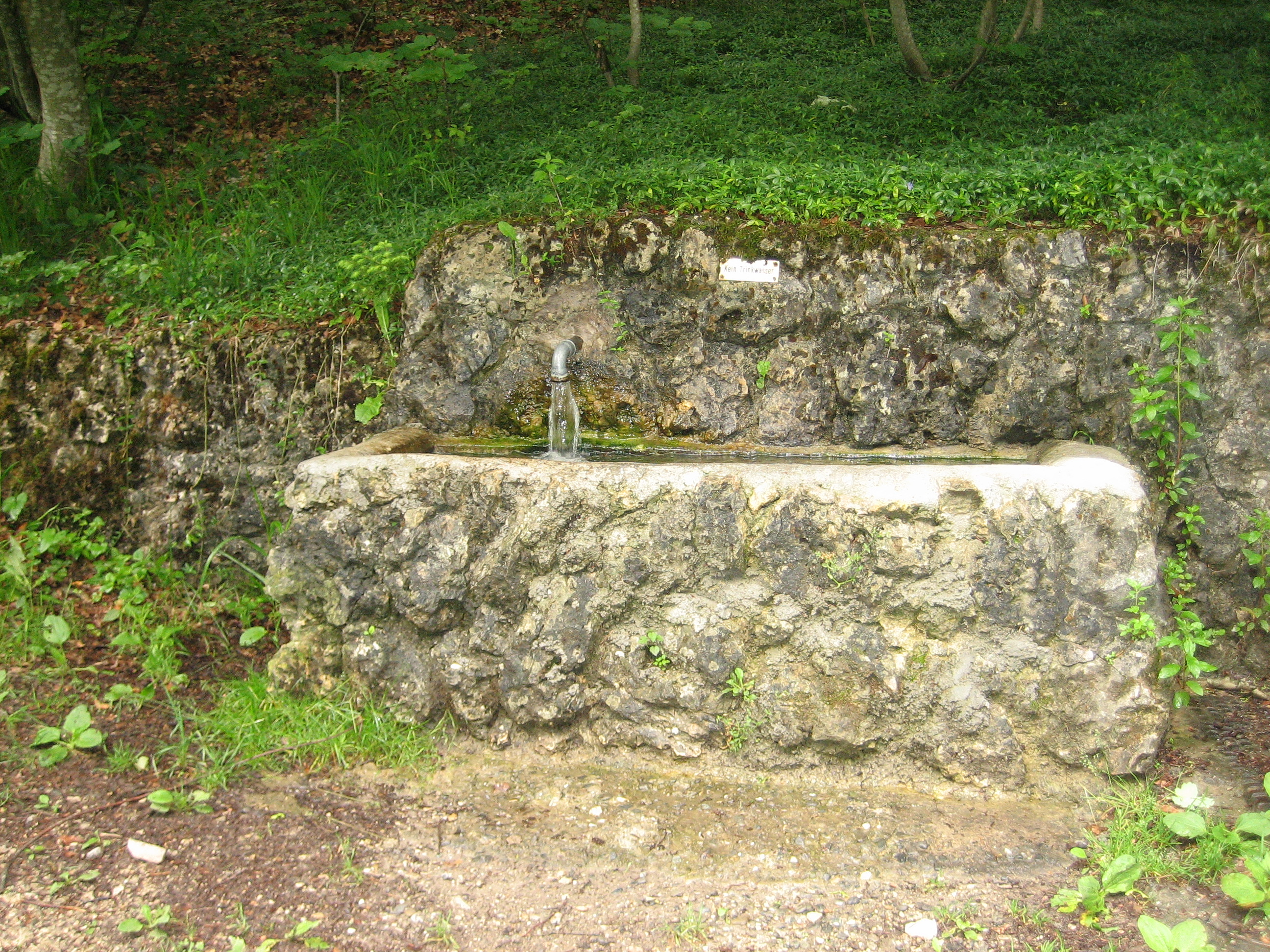
Hochbergbrünnle
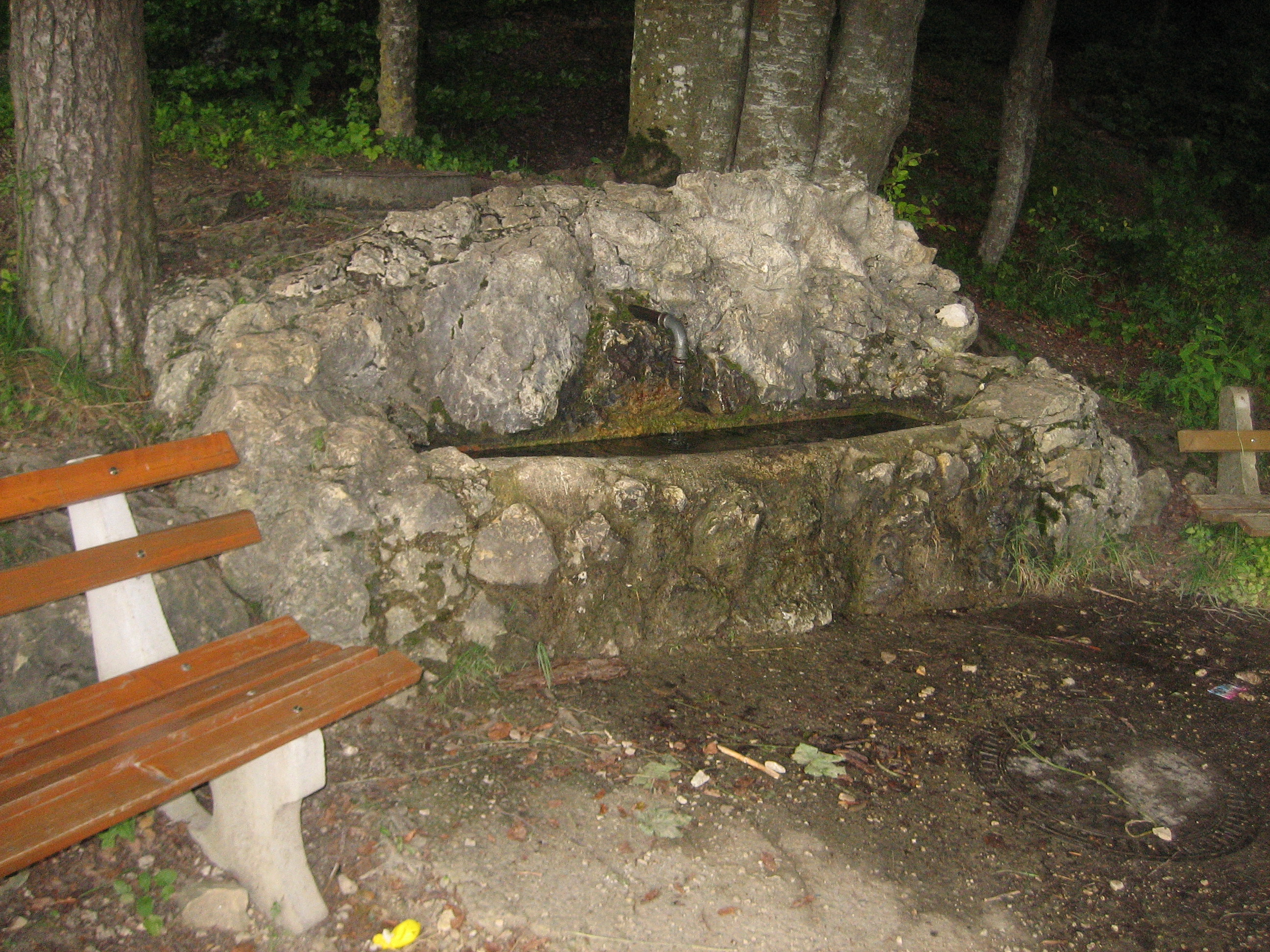
Heiligs Brünnle am Braunhardsberg
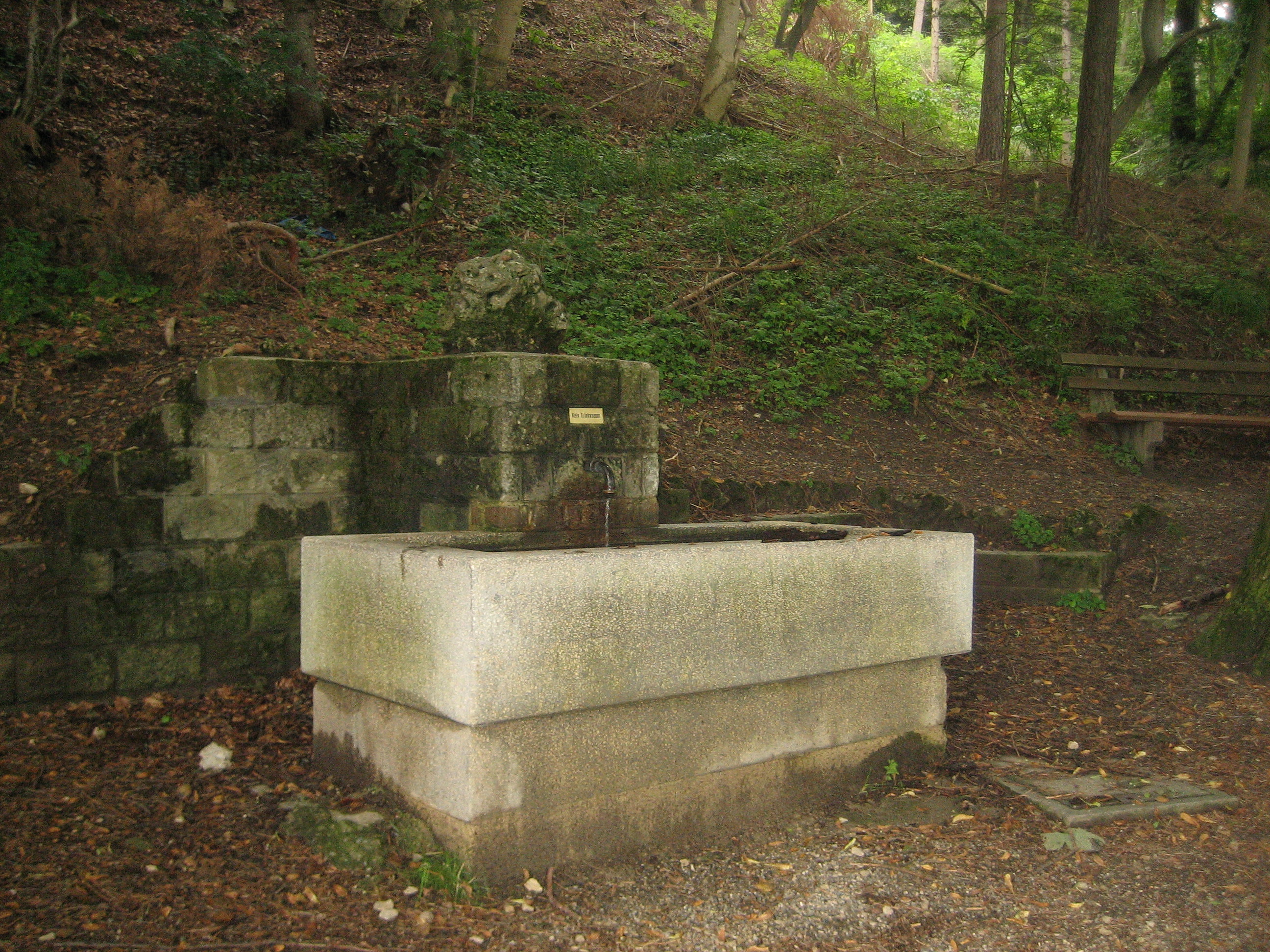
Staufenbühl-Brünnle
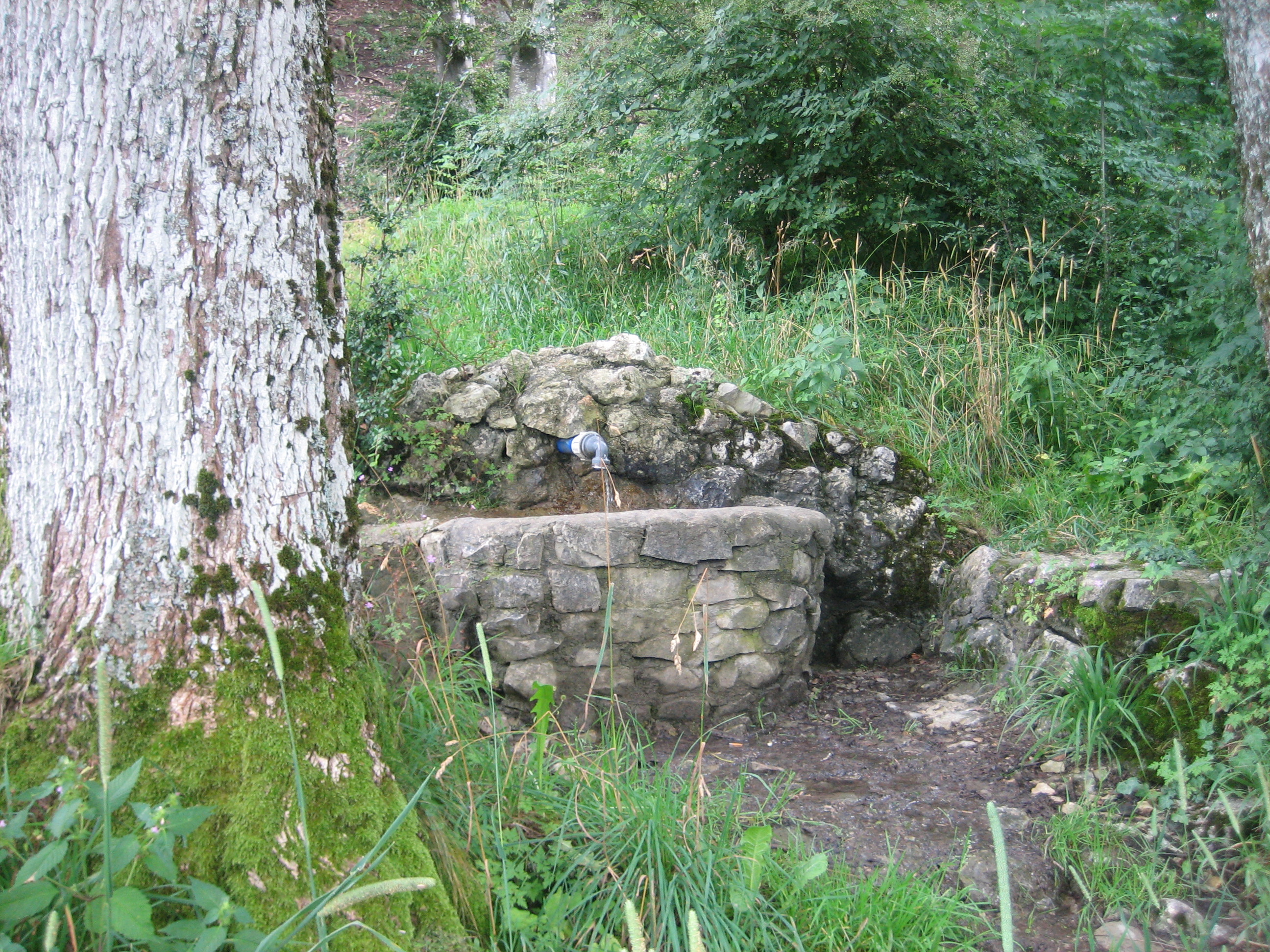
Nankbrünnle

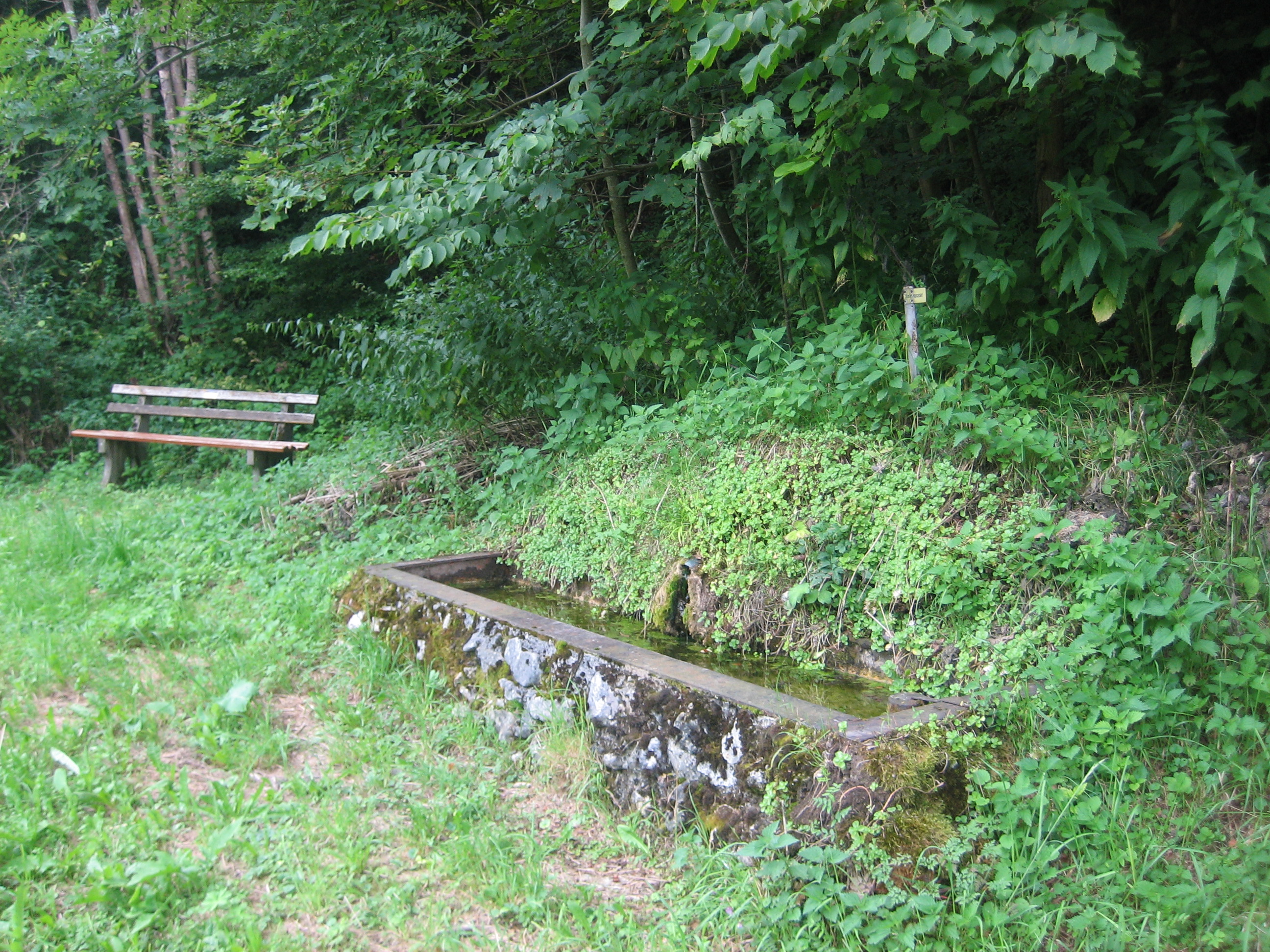
Weilertal-Brunnen

Tailfingen hatte immer Probleme mit der Wasserversorgung. Seit 1896 musste das Wasser nicht mehr aus Brunnen geschöpft werden, sondern es gab eine Wasserleitung aus der Onstmettinger Hessentalquelle. Für die Färbereien wurde Wasser aus Straßberg gefördert. Seit dem Bau der Bodensee-Wasserversorgung sind alle Probleme gelöst. Ein wichtiges Element waren nicht nur die Brunnen im Ort, sondern auch die freien Brünnle. Es gab fünf Schöpfbrunnen, im Heutal, in Gießen (Pfeffinger Straße, wo heute die Pauluskirche steht), in der Hinteren Gasse (Adlerstraße), in Kemmen (Ludwigstraße) und im Wasen. Des Weiteren gab es vier Pumpbrunnen: bei der alten Kirche, in der Hechingerstraße nahe dem Gasthaus Rößle und bei der Kreuzung Hechinger/Goethestraße und hinter Straß (Neuweilerstraße beim Gasthaus Schlößle). Einen privaten Brunnen gab es im Pfarrgarten, der Kindlesbrunnen. Einige Quellen sind heute teilweise versiegt. Die oben gezeigten Brünnle, das Hochberg-, Staufenbühl-, Nank- und Heilige-Brünnle sind die gefassten Brünnle. Daneben gab es aber auch noch zwischenzeitlich versiegte Brünnle, wie beispielsweise am Schloßfelsen und am Quetschwerk.
Ursprünglich gehörte auch der Weilertal-Brunnen, der zur Weiler-Burg gehörte, zur Tailfinger Wasserversorgung. Diese Quelle war aber an die Gemeinde Bitz verkauft worden.

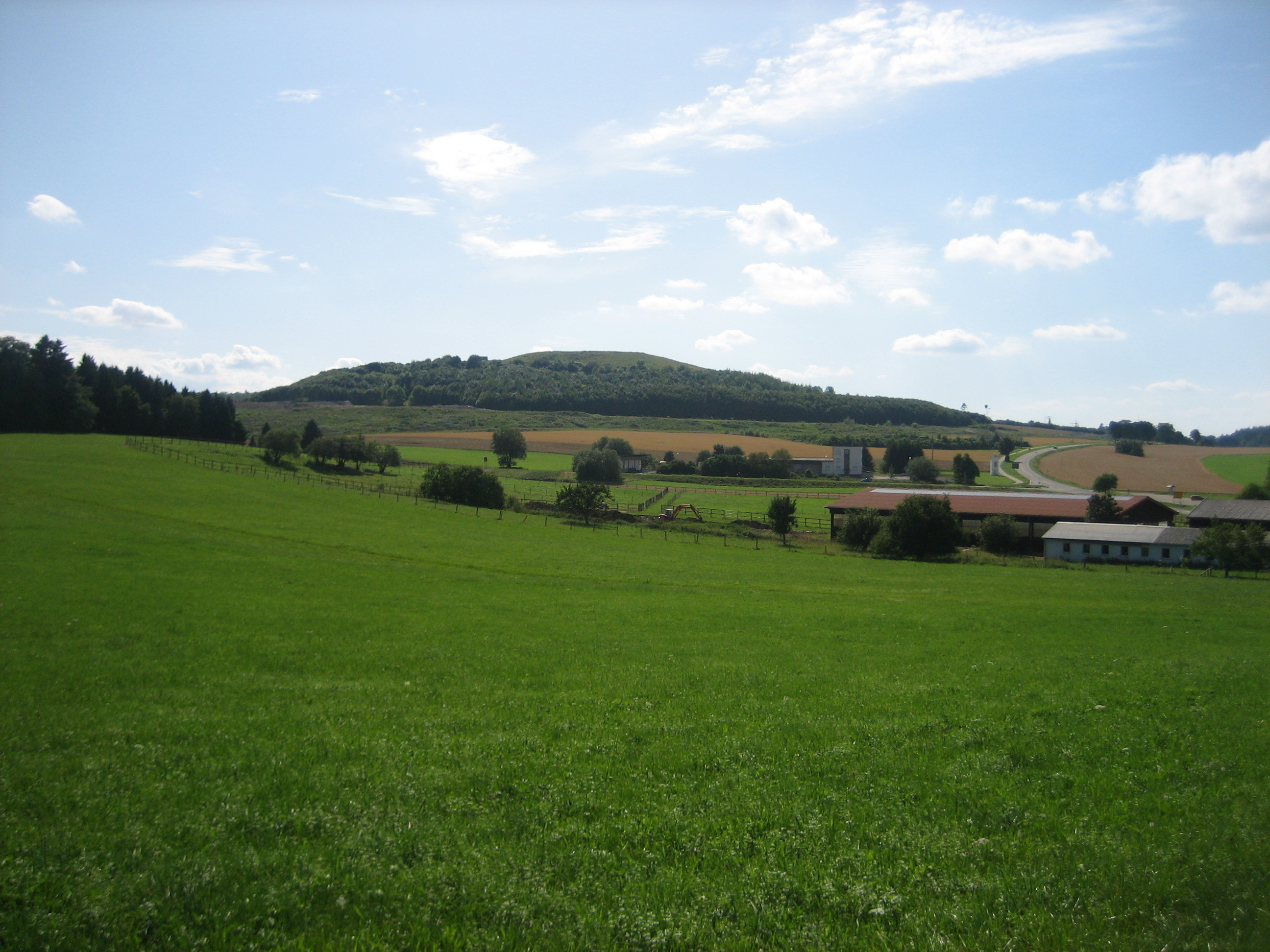
Weg vom Neuweiler zum Katzwang und zur Schmauselhöhle

### Schmauselhöhle
Um zur Schmauselhöhle zu kommen, nimmt man den Weg vom Neuweiler zur Forstausbildungs-Hütte. An der Hütte geht man den Weg weiter, der in den „Alten Kohlweg“ mündet. Der Weg fällt leicht ab und steigt dann wieder an. Kurz bevor der Weg den tiefsten Punkt erreicht, sieht man rechts ein Schild „Alter oberer Kohl“. Hier geht es rechts den Wald hoch. Man sieht von dort die von den Forstwirten angebrachte Umzäunung des Eingangs der Schmauselhöhle. Bei starker Vegetation im Sommer muss man evtl. hin- und hergehen, um den Eingang zu finden.

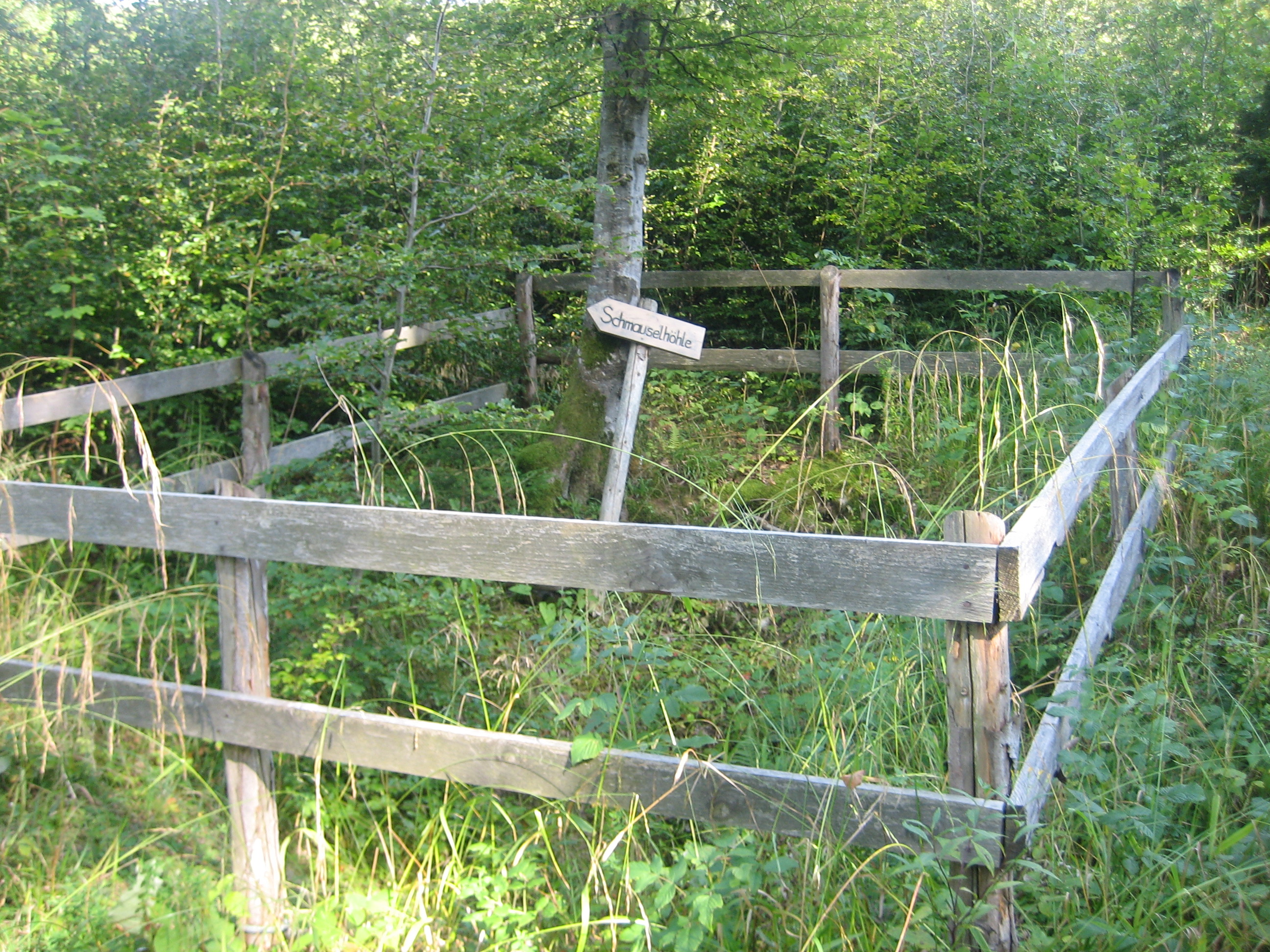
Schmauselhöhle Außenansicht
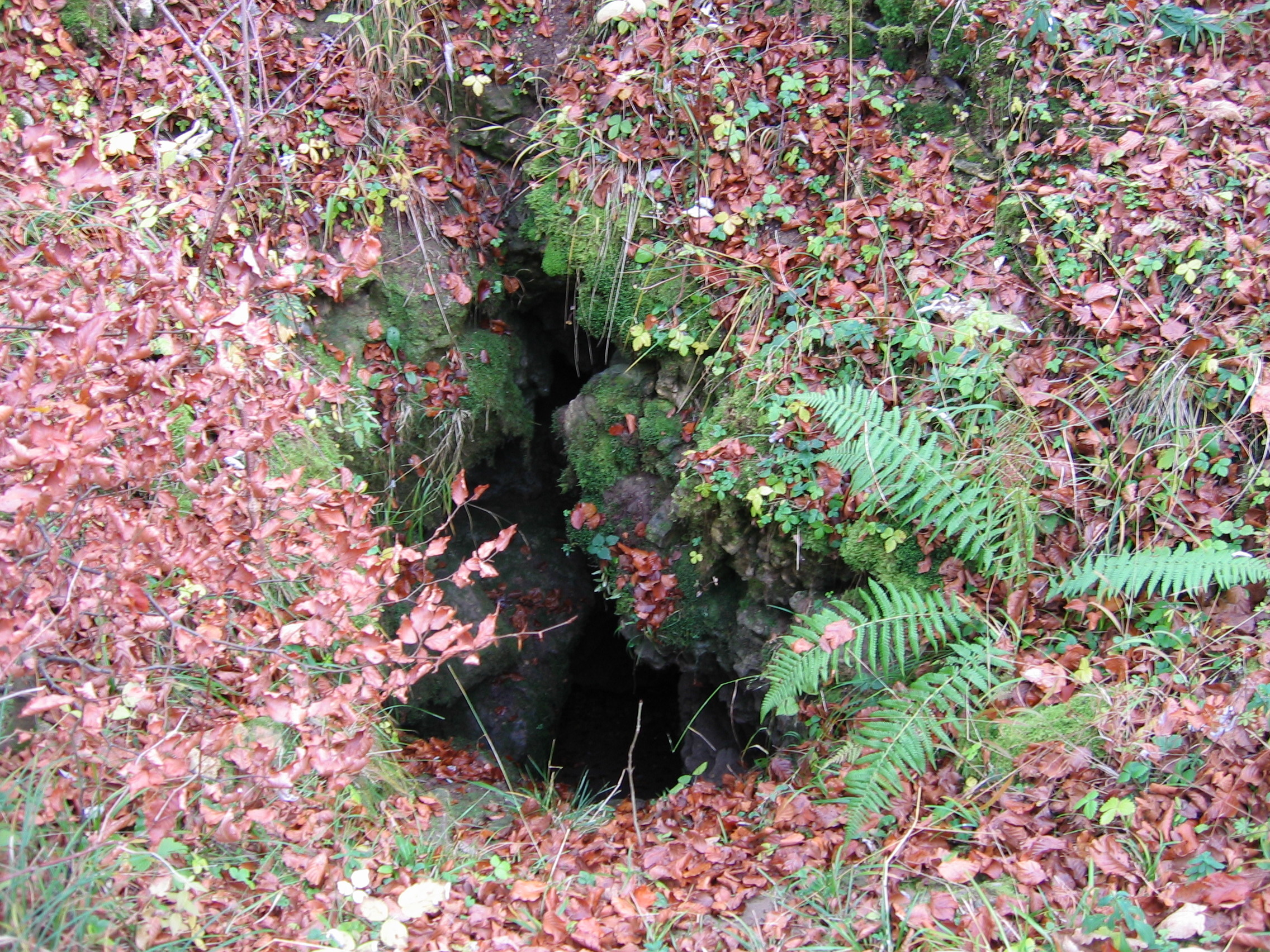
Eingang der Schmauselhöhle
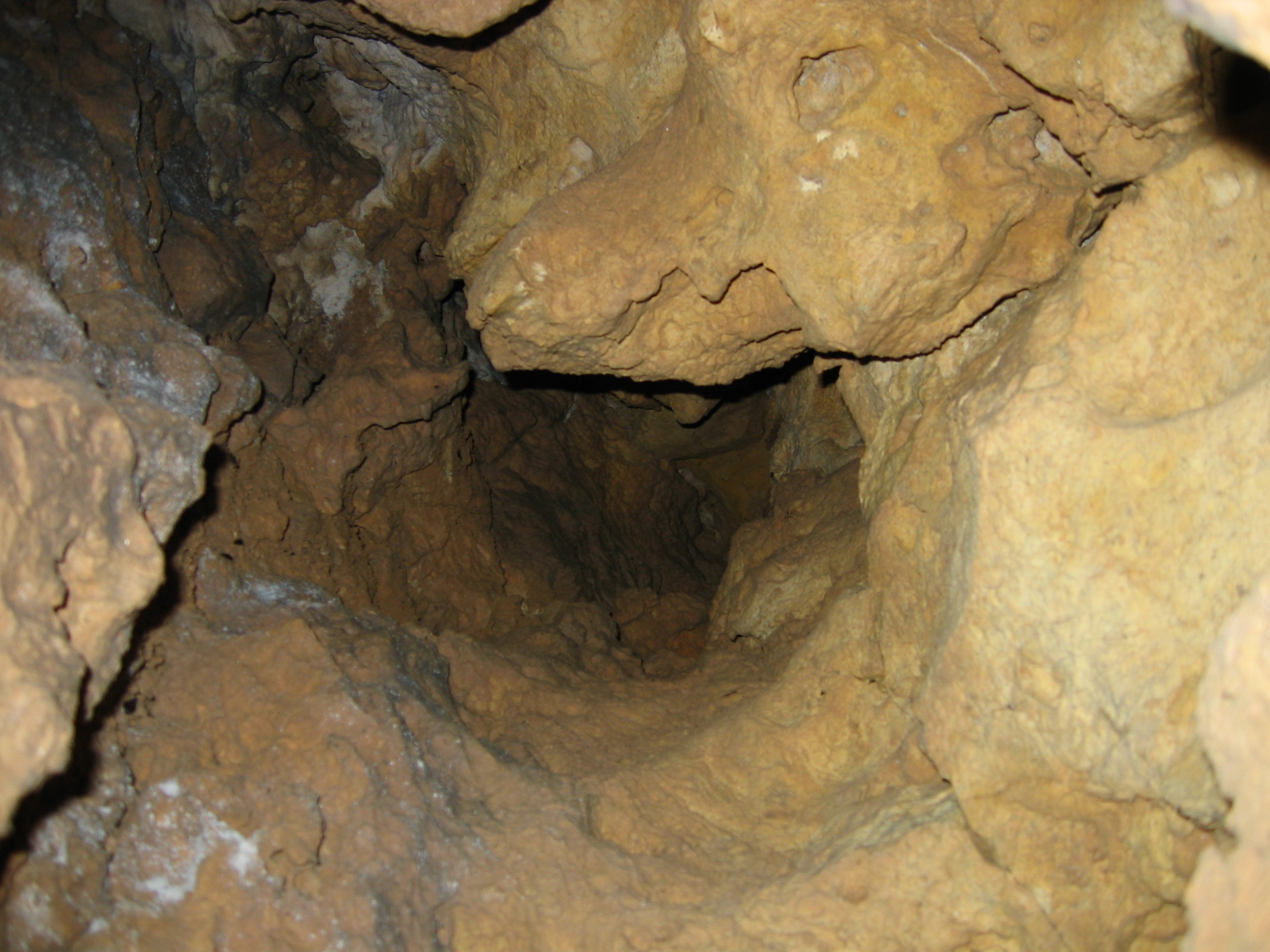
Direkter Zugang zur Schmauselhöhle
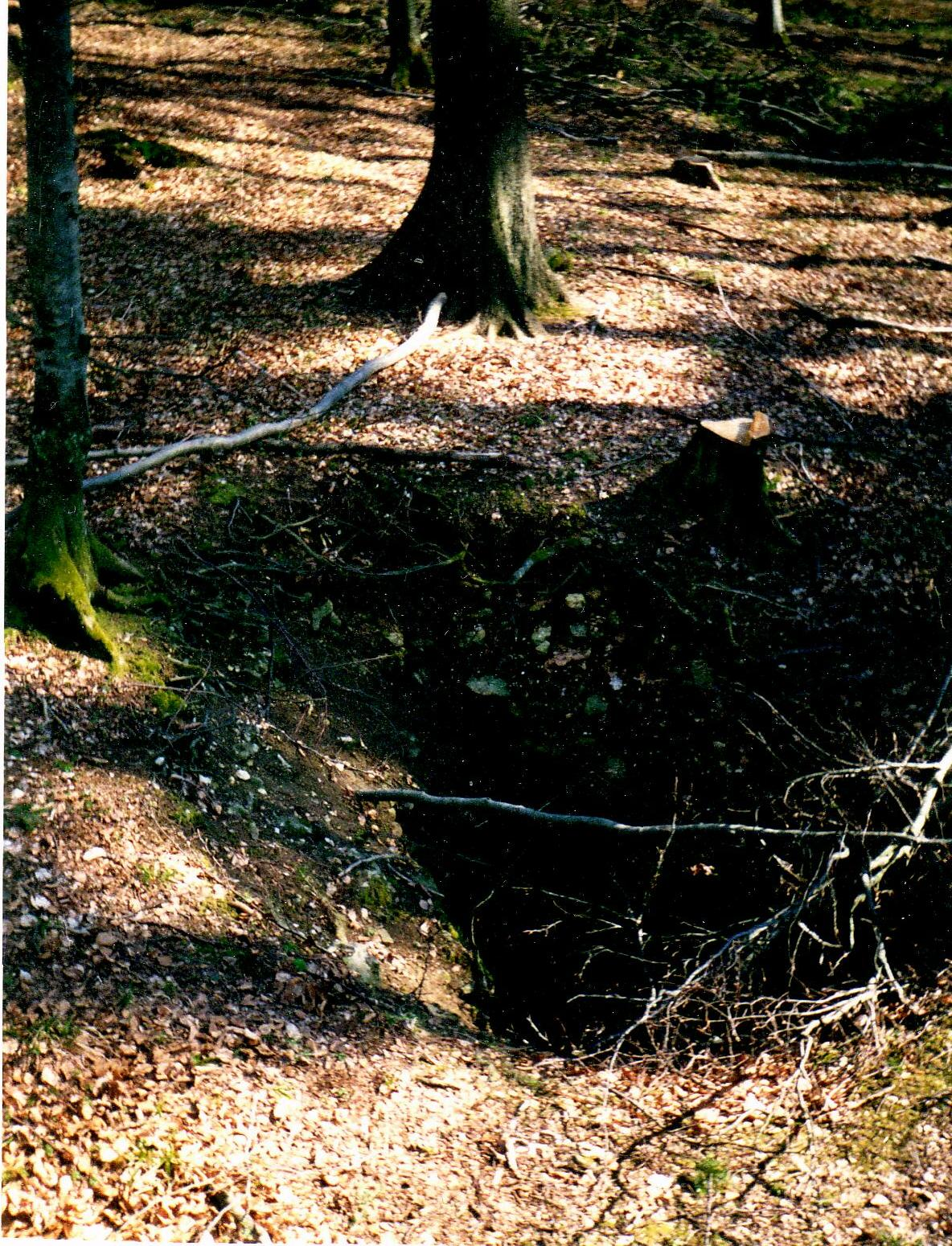
Früherer, ungesicherter Eingang der Schmauselhöhle

Nähere Beschreibung der Höhle: am Neuweiler, vor dem Höhenzug des 946 m hohen Storren, im Gebiet Katzwang liegt am Waldweg vom Neuweiler zum Heirich (Hausen im Killertal) nach rund 1,5 km, leicht oberhalb des Weges die Schmauselhöhle. Die Höhle fällt senkrecht ab und war lange Zeit nicht gesichert. Zwischenzeitlich wurde eine Beschilderung und ein Zaun um die Höhle angebracht. Benannt ist sie nach deren Entdecker, einem Tailfinger Bürger namens Bolay, genannt das Schäferjergle (Johann Jakob Boley, 1798–1888). Er hatte den Übernamen Schmau’sele und war Feld- und Waldschütz. Der Zugang zur Höhle ist heute deutlich sichtbar, aber verschüttet.

### Sport
Auf Lichtenbol gibt es ein Stadion mit Naturrasen.
Auf Lerchenfeld gibt es eine Skiloipe, welche für Anfänger und Familien geeignet ist: 6 Kilometer lang ist gewalzte Skating-Loipe daneben ist die gespurte klassische Loipe.
Der CVJM Tailfingen bietet die Sportarten Indiaca, Fußball und Natursport auf einem eigenen Sportgelände auf Markenberg an.

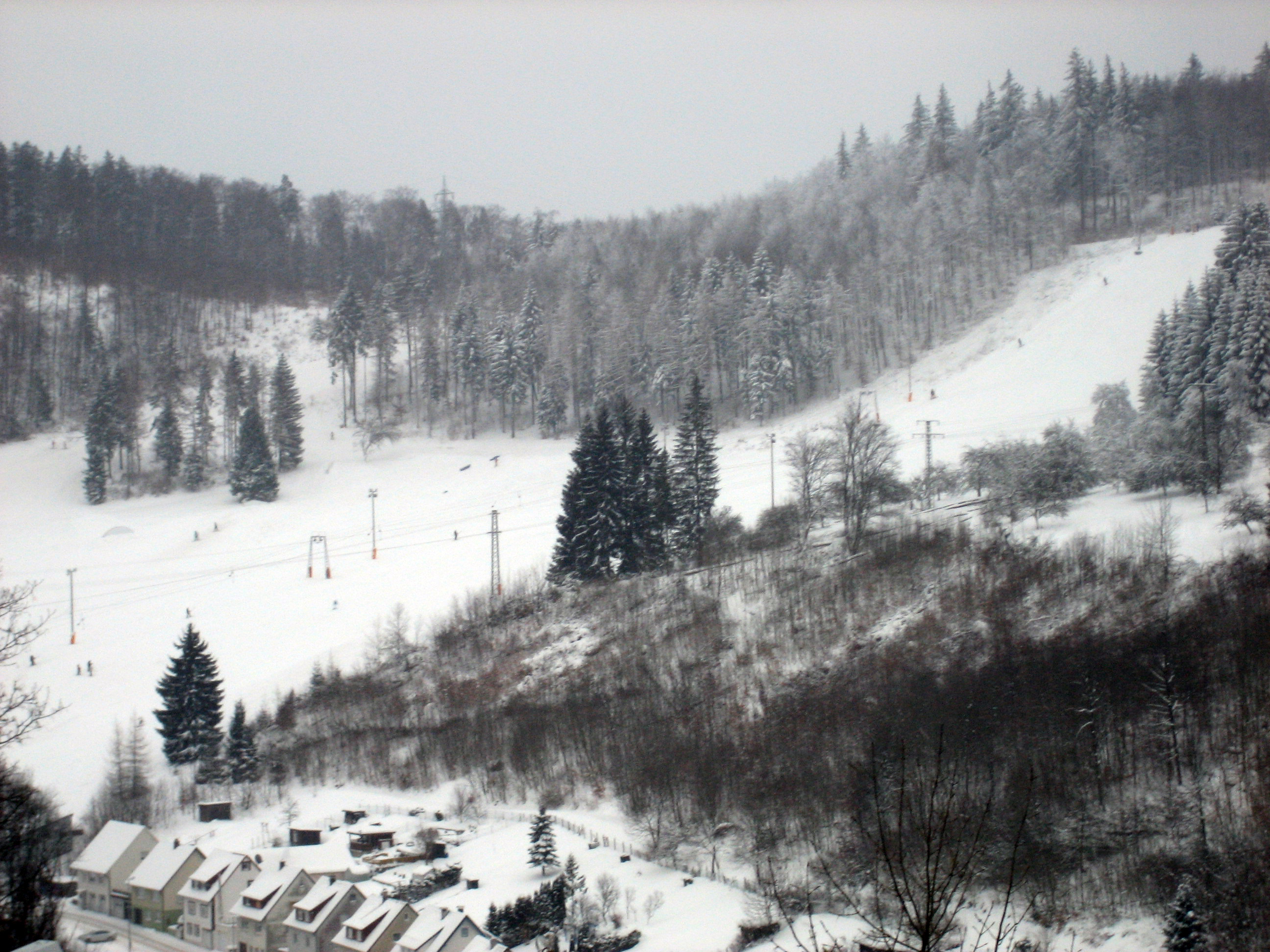
Skilift Schalkental

Es gibt einen Skilift in Tailfingen am Schlossberg. Dieser wird vom Wintersportverein Tailfingen (WSV Tailfingen) betrieben und verfügt über eine Flutlichtanlage. Die Abfahrten sind 500 und 850 Meter lang. Hier befindet sich auch die erste FIS-Rennstrecke der Westalb. Des Weiteren gibt es ein Vereinslokal und einen Funpark. Während der Sommermonate wird seit Juni 2009 ein Bike-Park mit 900 und 1000 Meter langen Downhill-Strecken betrieben. Der WSV Tailfingen stellt seit Jahren Mannschaften und Einzelfahrer bei den Skirennen im Bereich des Schwäbischen Skiverbandes. Bekanntester Fahrer war der 1972 tödlich verunglückte Karl-Rainer Schneider. Er war erfolgreicher Teilnehmer an Schwäbischen und Deutschen Skimeisterschaften, z. B. wurde er 1970 Schwäbischer Meister in der Alpinen Dreierkombination.
Im Kunstradfahren treten die Tailfinger Sportlerinnen und Sportler regelmäßig bei großen internationalen Meisterschaften an, es wurden jahrzehntelang immer wieder Weltmeistertitel gewonnen (Manfred Maute, Dieter Maute, Martin Rominger, Anja Scheu).

## Bildung

### Allgemeinbildende Schulen
Das Schulzentrum Lammerberg in Tailfingen vereint das Progymnasium Tailfingen und die Lammerberg-Realschule. Außerdem gibt es im Stadtteil die Langenwand-Grundschule, sowie die Lutherschule, eine Grundschule.

### Landessportschule
Die Landessportschule mit 140 Betten dient der Trainer- und Übungsleiter-C-Ausbildung im Breitensport, Schwerpunkt Kinder und Jugendliche. Für die Sportarten Handball, Volleyball, Basketball, Tischtennis und Radball besitzt die Sportschule in Tailfingen das Prädikat Landesleistungszentrum. Tagungen, Kongresse und Konferenzen finden statt.

## Persönlichkeiten

### Söhne und Töchter der Stadt
- Katharina Ruopp (geboren in Tailfingen; hingerichtet durch Verbrennung 1588 in Rottweil); der Rat der Stadt Rottweil hat am 15. April 2015 einen Beschluss zur sozialethisch-moralischen Rehabilitierung der Opfer der Hexenprozesse gefasst.[48]
- Johannes Hakenmüller (1857–1917), Unternehmer und Pionier der Textilindustrie
- Heinrich Maute (1868–1950), Unternehmer und Pionier der Textilindustrie, Ehrenbürger von Bisingen[49]
- Ernst Bizer (1904–1975), evangelischer Theologe; ab 1934 zweiter Stadtpfarrer in Tailfingen
- Christian Eschler (1904–1965), Trikot-Fabrikant im Kanton Appenzell Ausserrhoden
- Karl Gonser (1914–1991), Kommunalpolitiker, Oberbürgermeister von Nürtingen
- Hans Conzelmann (1915–1989), evangelischer Theologe und neutestamentlicher Wissenschaftler
- Gregor Dorfmeister (1929–2018), bekannt unter dem Pseudonym Manfred Gregor, Journalist und Schriftsteller
- Jak R. Maier (1933–2010), Künstler
- Manfred Maute (* 1939), Kunstradsportler und Trainer
- Helmut Willke (1945–2024), Jurist, Soziologe und Hochschullehrer
- Hans-Günter Merz (* 1947), Architekt
- Hans-Martin Haller (* 1949), Politiker (SPD), Landtagsabgeordneter (2001–2016)
- Jürgen Gneveckow (* 1952), Oberbürgermeister von Albstadt (1999–2015)
- Cornelia Reinauer (* 1953), ehemalige Bezirksbürgermeisterin des Berliner Bezirks Friedrichshain-Kreuzberg
- Achim Conzelmann (* 1959), Sportwissenschaftler
- Marcel Beyer (* 1965), Schriftsteller, Büchner-Preisträger
- Dieter Maute (* 1967), Kunstradsportler und Trainer

### Persönlichkeiten, die im Ort gewirkt haben
- Otto Hahn (1879–1968), Entdecker der Kernspaltung und Nobelpreisträger; lebte und wirkte vom 24. Juni 1944 bis zum 25. April 1945 in Tailfingen
- Anšlavs Eglītis (1906–1993), Schriftsteller, lebte 1945 bis 1950 in Tailfingen und hat die Stadt als Pfifferlingen in seinem autobiografischen Roman Schwäbisches Capriccio (1951) verewigt